# Liste der Kulturdenkmale in Striegistal

Wappen von Striegistal

In der Liste der Kulturdenkmale in Striegistal sind die Kulturdenkmale der sächsischen Gemeinde Striegistal verzeichnet, die bis März 2024 vom Landesamt für Denkmalpflege Sachsen erfasst wurden (ohne archäologische Kulturdenkmale). Die Anmerkungen sind zu beachten.
Diese Aufzählung ist eine Teilmenge der Liste der Kulturdenkmale im Landkreis Mittelsachsen.

## Arnsdorf
| Bild                                    | Bezeichnung                                                               | Lage                                | Datierung                                                                         | Beschreibung | ID       |
| --------------------------------------- | ------------------------------------------------------------------------- | ----------------------------------- | --------------------------------------------------------------------------------- | --- | -------- |
| Direkt Bild zu diesem Denkmal hochladen | Grabstelle der Familie von Beschwitz mit Einfassung                       | (Flurstück 438/1) (Karte)           | 19. Jahrhundert                                                                   | Ortshistorische Bedeutung. Zentral: Grab mit Sandsteinblock und Umfassung (18. Mai 1791), drumherum Marmorgrabplatten. | 08955755 |
|                                         | Schule                                                                    | Am Dorfbach 18 (Karte)              | Um 1925                                                                           | Putzbau im traditionalistischen Stil, ortshistorische Bedeutung. Schlichter Putzbau, seitlich Altan, geschwungene Gesimse, Dreiecksgaupen, Walmdach, originale Fenster. | 08955747 |
| Direkt Bild zu diesem Denkmal hochladen | Wohnstallhaus und Scheune eines Zweiseithofes                             | Berbersdorfer Straße 4 (Karte)      | 2. Hälfte 19. Jahrhundert                                                         | Wohnstallhaus Obergeschoss Fachwerk, Teil der Ortsstruktur, baugeschichtlich von Bedeutung. - Wohnstallhaus: Erdgeschoss massiv, Porphyrgewände, profilierter Türsturz, Obergeschoss Fachwerk, teils verkleidet, Backhaus - Scheune: Fachwerk mit Drempel, verbrettert, Dach Schiefer | 08955754 |
| Direkt Bild zu diesem Denkmal hochladen | Nördliches und westliches Seitengebäude eines Vierseithofes               | Berbersdorfer Straße 6 (Karte)      | 3. Drittel 19. Jahrhundert                                                        | Beispiel für die späte Holzbauweise, bau- und wirtschaftsgeschichtlich von Bedeutung. Beide Erdgeschosse massiv, Obergeschoss Fachwerk, eine Scheune mit hofseitigem Giebel, dort Zierfachwerk. Nach Prüfung am 14. September 2006 Denkmalwert bestätigt. | 08955752 |
| Direkt Bild zu diesem Denkmal hochladen | Wohnhaus und Seitengebäude eines Hakenhofes (ehemalige Schäferei)         | Berbersdorfer Straße 18 (Karte)     | Bezeichnet mit 1872                                                               | Bau- und heimatgeschichtlich von Bedeutung. Kleines Wohnhaus und große Stallscheune, breit gelagert, angebaut, Porphyrbruchstein, Porphyrgewände, Drempel, im Giebel Rad-, Schlitz- und Zwillingsfenster. | 08955750 |
| Weitere Bilder                          | Wirtschaftsgebäude (Nr. 30) und Scheune (Nr. 28) des Rittergutes Arnsdorf | Berbersdorfer Straße 28, 30 (Karte) | 2. Hälfte 18. Jahrhundert (Wirtschaftsgebäude); bezeichnet mit 1796 (Gutsscheune) | Bau- und ortsgeschichtlich von Bedeutung. - Herrenhaus (Nummer 24): barocker Teil zweigeschossig, verputzt, Stichbogenportal mit Schlussstein, Porphyr- und Sandsteingewände, Anbau verputzt, neobarocker Giebel mit kräftigen Voluten und Gesimsen, Pilastergliederung, bei Sanierung 2007 große Teile des Originalbestandes entfernt u. a. Volutengiebel, nach Fortsetzung der Sanierungsarbeiten wurde auch das Obergeschoss sowie jegliche Konstruktionsteile im Inneren entfernt, daher wird das Herrenhaus aus der Denkmalliste gestrichen - Gutscheune (Nummer 28): breitgelagerter, barocker Baukörper, Bruchsteine mit Porphyrgewänden, Krüppelwalmdach - 2. Scheune (Abbruch vor 2007): aus zwei Gebäudeteilen bestehend, Anbau mit Mezzanin, dort Porphyrgewände, Hechtgaupe, ursprünglich neben der Scheune auf Flurstück 435f stehend - Wirtschaftsgebäude mit Wohnnutzung (Nummer 30): zweigeschossiger Bruchsteinbau mit großem Tor und zugesetztem Rundbogenportal, vermutlich mehrere Bauphasen, älteste Teile (Kellergeschoss) möglicherweise 16. oder 17. Jahrhundert - Parkanlage: Ost-Bereich des ehemaligen landschaftlichen Gartens (Restfläche mit Wiese und Gehölzrand) - Erschließung: im Bogen geführte Zufahrt mit Allee - Einfriedung: Hof mit Resten der Einfriedungsmauer, ehemaliger landschaftlicher Garten (West-Bereich heute mit Einfamilienhäusern überbaut) mit Einfriedungsmauer aus Bruchsteinmauerwerk zum Teil als Stützmauer - Gehölze: an der Zufahrt Allee (14 Winterlinden, davon sechs Bäume am Außenbogen und acht Bäume am Innenbogen), Solitärbaum (Eiche) am Herrenhaus, im Südosten der Gutsanlage Reste einer Obstbaumallee - Wasser: Teichanlage mit fünf Teichen (von West nach Ost: Schaafteich, Brauteich, Kanicketeich, Inselteich, Mühlteich) und den dazugehörenden Dämmen, drei weitere kleine trockene Teiche im Osten des Gutshofes Bedingt durch weitgehende Zerstörung des ehemaligen Rittergutes bzw. Überformung und der Tatsache, dass auch der Garten nur in Teilen erhalten blieb, wird keine Ausweisung als Gartendenkmal vorgenommen (D. Koch, 18. Dezember 2013). | 08955751 |
| Direkt Bild zu diesem Denkmal hochladen | Wohnstallhaus und Ausgedinge eines Hakenhofes                             | Chemnitzer Straße 13 (Karte)        | Ende 18. Jahrhundert                                                              | Beide Gebäude in Fachwerkbauweise, baugeschichtlich und straßenbildprägend von Bedeutung. - Wohnstallhaus (ehemaliges Backhaus): Erdgeschoss massiv, Obergeschoss Fachwerk, kräftige Ständer, Außenseite einriegeliges Fachwerk, die Giebel massiv, Biberschwanzdeckung - Ausgedinge: Erdgeschoss massiv, Obergeschoss Fachwerk, Giebel verbrettert | 08955756 |
| Direkt Bild zu diesem Denkmal hochladen | Häuslerhaus                                                               | Chemnitzer Straße 28 (Karte)        | 1. Hälfte 19. Jahrhundert                                                         | Obergeschoss Fachwerk, Bestandteil der Siedlung entlang der Chemnitzer Straße, baugeschichtlich von Bedeutung. Erdgeschoss massiv, Obergeschoss Fachwerk, Giebel und Dach Schiefer, Anbau. Nach Prüfung am 14. September 2006 Denkmalwert bestätigt. | 08955746 |
| Direkt Bild zu diesem Denkmal hochladen | Wohnhaus der Alten Mühle                                                  | Mühlweg 1 (Karte)                   | Mitte 19. Jahrhundert                                                             | Ortsgeschichtliche Bedeutung. Zweigeschossiger Bruchsteinbau mit Porphyrgewänden, Stichbogenportale mit Schlussstein, im Giebel Okuli, Zahnschnitt-Kranzgesims. | 08955749 |

## Berbersdorf
| Bild                                    | Bezeichnung                                                                                         | Lage                               | Datierung | Beschreibung | ID       |
| --------------------------------------- | --------------------------------------------------------------------------------------------------- | ---------------------------------- | --- | --- | -------- |
|                                         | Villa                                                                                               | Am Striegiszusammenfluss 1 (Karte) | Bezeichnet mit 1903 | In Hanglage, qualitätvoller, gut erhaltener gründerzeitlicher Wohnbau mit bemerkenswerten dekorativen Details, baugeschichtlich von Bedeutung. Zweigeschossiges Gebäude, weit ausladende, L-förmig abgewinkelte Satteldächer, Erdgeschoss vereinfachend überformt, Eckrustika, Obergeschoss ziegelverkleidet, gliedernde Elemente in Putz, schmuckreicher Wintergarten in Holz, originale Holzfenster und Dachdeckung mit verzierten Firstziegeln. | 09244391 |
| Direkt Bild zu diesem Denkmal hochladen | Wohnstallhaus, Seitengebäude, Scheune und Scheunenerweiterung eines Vierseithofes, dazu Hofpflaster | Marbacher Straße 10 (Karte)        | 1. Hälfte 19. Jahrhundert (Wohnstallhaus und Seitengebäude); 2. Hälfte 19. Jahrhundert (Scheune); laut Eigentümer 1927 (Scheunenanbau) | Gut erhaltene Hofbebauung mit sichtbarer Fachwerkkonstruktion, besonders bemerkenswert die noch vorhandene Pflasterung des Hofes, bau- und wirtschaftsgeschichtlich von Bedeutung. Wohnstallhaus mit Satteldach, einfaches Fachwerk mit wenigen Streben, Portal mit Steingewände und vorkragender Verdachung, Backhaus, Seitengebäude mit Steingewänden, Obergeschoss Fachwerk, Kreuzstockfenster erhalten, Erdgeschoss Bruchstein, Scheune späteres 19. Jahrhundert, langseitig einfühlsam angefügte Scheunenerweiterung. | 09244387 |
| Direkt Bild zu diesem Denkmal hochladen | Vierseithof mit Wohnstallhaus, Scheune und zwei Seitengebäuden                                      | Marbacher Straße 11 (Karte)        | 1903, laut Auskunft der Bewohner | Auf Grund ihrer Geschlossenheit und ihres guten Erhaltungszustandes bemerkenswerte Anlage, Stallgebäude mit Kummethalle, alle Gebäude außer Wohnhaus in Fachwerk, bau- und wirtschaftsgeschichtlich von Bedeutung. - Wohnstallhaus: schlichter Ziegelbau, verputzt, mit Ecklisenen und einfachen Gesimsen - linkes Seitengebäude: mit Kummethalle - Scheune: zweigeschossig Alle Gebäude weitestgehend original. | 09244386 |
| Direkt Bild zu diesem Denkmal hochladen | Gasthof                                                                                             | Marbacher Straße 22 (Karte)        | Letztes Drittel 19. Jahrhundert | Schlichtes, gut proportioniertes Gebäude, wertvoll als historischer Dorfgasthof, in gutem Zustand, ortsgeschichtlich von Bedeutung. Zweigeschossig, traufständig, flach geneigtes Satteldach, Bruchsteinsockel, Ziergiebel über dem Eingang, sparsame, weitgehend erhaltene Putzgliederung. | 09244388 |
| Direkt Bild zu diesem Denkmal hochladen | Westliches Wohnstallhaus und nördliches Seitengebäude eines ehemaligen Vierseithofes                | Marbacher Straße 26 (Karte)        | 1. Hälfte 19. Jahrhundert | Lang gestreckter Wohnbau mit sichtbarer Fachwerkkonstruktion von beeindruckender Regelmäßigkeit, sehr guter Erhaltungszustand, bau- und wirtschaftsgeschichtlich von Bedeutung. Zweigeschossig, Satteldach, Erdgeschoss Bruchstein, Eingang mit Porphyrgewände und vorkragendem Sturz, rückwärtig Backhaus, Seitengebäude im Obergeschoss vermutlich ebenfalls Fachwerk unter Holzverschalung. | 09244390 |
| Direkt Bild zu diesem Denkmal hochladen | Wohnhaus, zwei Seitengebäude und Scheune eines Vierseithofes                                        | Südstraße 3 (Karte)                | 2. Hälfte 19. Jahrhundert (Vierseithof); bezeichnet mit 1892 (Wohnhaus)                                                                | Große geschlossene Anlage eines Bauernhofes mit drei Fachwerkgebäuden und dem schlichten Wohnhaus in Stein, in sehr gutem Zustand, baugeschichtlich und wissenschaftlich von Bedeutung. - Wohnhaus: zweigeschossig, mit Satteldach, elf Fensterachsen, Ziegelfries - Seitengebäude 1: Erdgeschoss in Stein, Obergeschoss in Fachwerk, Kummethalle mit drei Segmentbogen auf gemauerten Pfeilern - Scheune: Fachwerkkonstruktion auf Steinsockel - Seitengebäude 2: Fachwerkkonstruktion auf Steinsockel, nur zum Hof hin ist Fachwerk sichtbar, ansonsten verbrettert                                                                                  | 09244402 |
| Direkt Bild zu diesem Denkmal hochladen | Wohnstallhaus, Scheune und zwei Seitengebäude eines Vierseithofes                                   | Südstraße 4 (Karte)                | 2. Hälfte 19. Jahrhundert | Geschlossene Hofanlage mit vier Gebäuden in sichtbarer Fachwerkkonstruktion, ortsbildprägender Hof durch weithin sichtbare Hanglage, baugeschichtlich und wissenschaftlich von Bedeutung - Wohnstallhaus: zweigeschossiger Bau mit Schopfwalmdach, Erdgeschoss in Stein, Obergeschoss in Fachwerk mit Lehmgefachen - Seitengebäude: zweigeschossig mit Satteldach, Erdgeschoss in Stein, Obergeschoss in Fachwerk - Scheune: hofseitig in Fachwerk, Seitenwände in Bruchstein, zwei Hocheinfahrten, - Seitengebäude 2: bereits mit Veränderungen, Obergeschoss verbrettert, Erdgeschoss in Bruchstein, Giebelseite ist wichtig für die Ansicht vom Ort | 09244403 |
| Direkt Bild zu diesem Denkmal hochladen | Nördliches Wohnhaus und östliche Scheune eines Vierseithofs                                         | Südstraße 8 (Karte)                | Ende 19. Jahrhundert | Schlichte Scheune mit sichtbarer Fachwerkkonstruktion und einfaches Wohnhaus, bau- und wirtschaftsgeschichtlich von Bedeutung. - Wohnhaus: schlichter, gemauerter Bau mit flach geneigtem Satteldach - Scheune: Steinsockel, darüber hofseitig sichtbares Fachwerk, Umbau Scheune (Angabe Untere Denkmalschutzbehörde) | 09244490 |
| Direkt Bild zu diesem Denkmal hochladen | Wohnstallhaus, Seitengebäude und Scheune eines Dreiseithofes                                        | Südstraße 10 (Karte)               | 18. Jahrhundert | Auf Grund der original erhaltenen Fachwerkbauten von baugeschichtlichem Wert, u. a. das Wohnstallhaus mit altem Lehmbackhaus. - Wohnstallhaus: mit originalem Lehmbackhaus, Erdgeschoss in Bruchstein, darüber Fachwerk mit Lehmgefachen, Porphyrgewände, Giebel verschiefert, letzter Umbau von 1896 bezeichnet - Seitengebäude: Erdgeschoss in Bruchstein, Porphyrgewände, ein Segmentbogenportal, Dach verschiefert - Scheune: relativ steiles Dach, schiefergedeckt | 09244404 |
| Direkt Bild zu diesem Denkmal hochladen | Wohnstallhaus, zwei Seitengebäude und eine Scheune sowie Heiste eines Vierseithofes                 | Südstraße 11 (Karte)               | Anfang 19. Jahrhundert (Wohnstallhaus und zwei Seitengebäude); 2. Hälfte 19. Jahrhundert (Scheune)                                     | Geschlossen und weitgehend original erhaltene Hofanlage mit Fachwerkbauten, bau- und wirtschaftsgeschichtlich von Bedeutung. - Wohnstallhaus: zweigeschossig, mit steilem Satteldach, Erdgeschoss gemauert, Obergeschoss in Fachwerk hofseitig - Seitengebäude: Erdgeschoss in Bruchstein, darüber Fachwerk, alter Schlussstein eingemauert mit Namenskürzel „A.B.“ - Scheune: hoher steinerner Sockel, darüber Fachwerk, Giebel verbrettert, Hocheinfahrt | 09244398 |
| Direkt Bild zu diesem Denkmal hochladen | Westliches und östliches Seitengebäude sowie südliche Scheune eines Vierseithofes                   | Südstraße 13 (Karte)               | Anfang 19. Jahrhundert | Drei Nutzgebäude mit sichtbarer Fachwerkkonstruktion in gutem Erhaltungszustand, bau- und wirtschaftsgeschichtlich von Bedeutung. - Seitengebäude 1: im Erdgeschoss massiv, Obergeschoss in Fachwerkkonstruktion, zum Teil vorkragend, zwei Hochtüren, Verblattungen, Obergeschoss im Verhältnis sehr niedrig - Scheune: Steinsockel, darüber Holzkonstruktion, Giebelseite und Rückseite verbrettert - Seitengebäude 2: mit Kummethalle, rückwärtig sichtbares Fachwerk | 09244399 |
| Direkt Bild zu diesem Denkmal hochladen | Wohnstallhaus und Brunnenhaus eines Vierseithofes                                                   | Südstraße 16 (Karte)               | Anfang 18. Jahrhundert (Wohnstallhaus); bezeichnet mit 1879 (Brunnenhaus)                                                              | Wohnstallhaus mit sehr schöner Fachwerkkonstruktion, profilierte Kopfstreben, vorkragende Deckenbalken, Schiffchenkehlen, von ortsbildprägendem Charakter, Brunnenhaus von architekturgeschichtlichem Interesse. - Wohnstallhaus: Erdgeschoss massiv, mit liegenden Fenstern verändert, Obergeschoss mit engstehendem Fachwerk, künstlerisch ausgestaltet - Brunnenhaus: mit Brunnen, liegt inmitten des Hofes, kleines Gebäude mit Schopfwalmdach und Fachwerk im Giebel | 09244400 |
| Direkt Bild zu diesem Denkmal hochladen | Nördliches Seitengebäude eines Vierseithofes                                                        | Südstraße 17 (Karte)               | Um 1800 | Außergewöhnlich lang gestrecktes Seitengebäude mit unbeeinträchtigtem, strebenreichem Fachwerkobergeschoss, bau- und wirtschaftsgeschichtlich von Bedeutung. Zweigeschossig, steiles Satteldach, Obergeschoss relativ unverändert in Fachwerkkonstruktion, Erdgeschoss in Stein mit Veränderungen, d. h. Garageneinbauten. | 09244397 |
| Direkt Bild zu diesem Denkmal hochladen | Häuslerhaus                                                                                         | Talstraße 32 (Karte)               | 1. Viertel 19. Jahrhundert | Schlichtes Gebäude mit sichtbarer Fachwerkkonstruktion in prominenter Lage am Straßenrand, Fassadenaufteilung weitestgehend original, bau- und sozialgeschichtlich von Bedeutung. Zweigeschossig, Satteldach mit Krüppelwalm, beeinträchtigt durch Kunststoffverkleidung der Giebelseiten, Keramikeinfassung des Portals und neue Dachdeckung. | 09244393 |
|                                         | Brücke über den Schmalbach                                                                          | Talstraße 43 (bei) (Karte)         | 19. Jahrhundert | Einfache, grob verputzte Bruchsteinkonstruktion, einschließlich gemauerter Brüstung in ursprünglicher Form erhalten, wertvoll für das Ortsbild, baugeschichtlich von Bedeutung, wegen Hochwasser 2002 saniert | 09244394 |
| Direkt Bild zu diesem Denkmal hochladen | Häuslerhaus und Bruchsteinmauer                                                                     | Talstraße 59 (Karte)               | Um 1800 | Sichtbare Fachwerkkonstruktion, Fenstereinteilung weitgehend ursprünglich erhalten, ortsbildprägend durch Lage am Hang mit vorgelagerter Bruchsteinmauer, baugeschichtlich von Bedeutung. Zweigeschossig, steiles Satteldach, Erdgeschoss verputzt, Obergeschoss Fachwerk, leicht beeinträchtigt durch spätere Anbauten. | 09244396 |

## Böhrigen
| Bild                                    | Bezeichnung                                                               | Lage                                       | Datierung                       | Beschreibung | ID       |
| --------------------------------------- | ------------------------------------------------------------------------- | ------------------------------------------ | ------------------------------- | --- | -------- |
| Weitere Bilder                          | Aussichtsturm                                                             | (Gemarkung Etzdorf, Flurstück 429) (Karte) | 1890/1891                       | Schlanker Klinkerturm von ortsgeschichtlicher und landschaftsprägender Bedeutung. Der Webereibesitzer Carl Gustav Leonhardt ließ 1890/1891 den Aussichtsturm über der Gemeinde Böhrigen erbauen. In der Chronik zur 750-Jahr-Feier der Gemeinde schrieb dessen Nichte: „Die Gemeinde Böhrigen liebte er uneingeschränkt und war mit ihr so verwachsen, dass er sie als seine Gemeinde empfand. … So entstand zu seiner Zeit der ‚Hohe Stein‘ mit dem herrlichen Blick, der ‚Wettinplatz‘, die Bänke am Wehr, der Aussichtsturm und noch manches mehr.“ Entwurf und Ausführung des Turmes lagen in den Händen der Roßweiner Baufirma Clemens Koch (Baugewerksmeister). Der Turm war einschließlich seiner heute nicht mehr vorhandenen Brüstung 27,15 m hoch, die Plattform ist 26 m über dem Boden. Über eine hölzerne Wendeltreppe mit ursprünglich 142 Stufen gelangt man zur Aussichtsplattform. Der Turm erhebt sich über einer polygonalen Grundfläche. Die Turmfassade wird gegliedert durch Klinkerlisenen, Gesimse und Putzflächen in unterschiedlichen Formen. Durch seine dominante Lage wird der Turm zur Landmarke, woraus sich dessen landschaftsprägende Bedeutung ableitet. In Sachsen wurden einschließlich dieses Turms ca. 65 Aussichtstürme als Kulturdenkmale ausgewiesen, die sich in ihrer Gestaltung grundlegend voneinander unterscheiden. Zahlreiche dieser Türme wurden zugleich als Wasserhochbehälter oder als Denkmalanlagen (Bismarcktürme) erbaut. Die ältesten dieser Türme entstanden bereits in der 1. Hälfte des 19. Jahrhunderts, die meisten Türme jedoch in der 2. Hälfte des 19. Jahrhunderts. Die Türme weisen zumeist eine anspruchsvolle architektonische, dem Zeitgeschmack entsprechende Gestaltung auf. In dieser Hinsicht ist der Böhriger Aussichtsturm ein typisches Beispiel dieser Bauaufgabe. Der baugeschichtliche Wert des Turmes ergibt sich hieraus. Dadurch, dass jedem Turm ein Einzelentwurf zu Grunde liegt, ist jeder Turm singulär. Das trifft auch auf den beschriebenen Aussichtsturm zu. Der Turm ist sowohl denkmalfähig als auch denkmalwürdig und erfüllt somit die Kriterien eines Kulturdenkmals. | 09302556 |
| Weitere Bilder                          | Empfangsgebäude mit angebauter Wartehalle                                 | Bahnhofstraße 4 (Karte)                    | 1874                            | Zeittypisches Bahnhofsgebäude an der Bahnstrecke Roßwein–Niederwiesa (6620; sä. RW; Striegistalbahn), eisenbahn- und ortsgeschichtlich von Bedeutung. Kleiner zweigeschossiger Typenbau, verputzt, Sandsteingewände und -bedachungen, Dachüberstand, im eingeschossigen Anbau verglaster Wartesaal. | 08955742 |
| Weitere Bilder                          | Friedhofskapelle                                                          | Friedhofsweg (Karte)                       | 1923/1924                       | Bau- und ortsgeschichtlich von Bedeutung. Massiver Baukörper aus schwarzgrauem Serpentinit-Bruchsteinen, Fenstergewände dunkelrote Klinker, vier Holzsäulen tragen den östlichen Giebel, Satteldach mit Biberschwanzdeckung, kleiner Glockenturm. | 09305632 |
| Weitere Bilder                          | Gemeindeamt Tiefenbach                                                    | Hainichener Straße 1 (Karte)               | 3. Drittel 19. Jahrhundert      | Zeittypischer Putzbau mit feiner Gliederung und Walmdach, baugeschichtlich und ortsbildprägend von Bedeutung. Stattlicher zweigeschossiger Bau mit flachem Mittelrisalit zur Hainichener Straße, im Erdgeschoss Segmentbogenfenster, breite Gesimse, Ecklisenen, Walmdach. | 08955736 |
| Direkt Bild zu diesem Denkmal hochladen | Wohnhaus, heute Kirchgemeindehaus der Marienkirche Etzdorf                | Striegistalstraße 40 (Karte)               | Letztes Drittel 19. Jahrhundert | Obergeschoss Fachwerk, Beispiel für die späte Holzbauweise, baugeschichtlich von Bedeutung. Erdgeschoss (Sockelgeschoss) massiv, Obergeschoss und Drempel (vermutlich preußisches) Fachwerk, Dachüberstand. Nach Prüfung am 14. September 2006 Denkmalwert bestätigt. | 08955744 |
| Direkt Bild zu diesem Denkmal hochladen | Mietvilla                                                                 | Waldstraße 1 (Karte)                       | 1880/1890                       | Zeittypischer Putzbau mit einfacher Gliederung, baugeschichtlich und straßenbildprägend von Bedeutung. Zweigeschossiger Putzbau auf unregelmäßigem Grundriss, Porphyrpolygonsockel mit Eckquaderung, profilierte Fenstergewände mit Schlussstein, im ersten Obergeschoss gerade Fensterbedachungen, Mansarddach. | 08955737 |
| Direkt Bild zu diesem Denkmal hochladen | Villa mit Garten und Gartenpavillon sowie drei Torpfeiler der Einfriedung | Zum Steinbruch 4 (Karte)                   | Bezeichnet mit 1894             | Bau- und ortsgeschichtlich von Bedeutung. - Villa: großer zweigeschossiger Putzbau, Porphyrpolygonsockel, im ersten Obergeschoss aufwendige Fensterbedachungen, profiliertes Kranzgesims, Mezzanin, Flachdach, Torpfeiler gelber Klinker, gegiebelter Aufsatz - Villengarten: - Einfriedung: Tor und Pforte mit drei Torpfeilern aus gelbem Klinkermauerwerk mit gegiebeltem Aufsatz und zwei Torflügeln sowie einem Türflügel aus Metallkonstruktion, Zaunpfeiler aus Sandstein als Reste des Zaunes an der SW-Grenze - Erschließung: Zugang vom Tor zur Freitreppe der Villa mit Mosaiksteinpflaster aus Granit - Wasser: Handschwengelpumpe, saniertem Springbrunnen - Gehölze: Solitärbäume (Buche, zwei Roteichen, eine Linde), Strauchgruppen (Rhododendron, Eibe, Flieder) - Gartenbauten: Gartenpavillon Holz, 2004/2005 Sanierung | 08955739 |

## Dittersdorf
| Bild                                    | Bezeichnung                                  | Lage                  | Datierung | Beschreibung | ID       |
| --------------------------------------- | -------------------------------------------- | --------------------- | --------- | --- | -------- |
| Direkt Bild zu diesem Denkmal hochladen | Westliches Seitengebäude eines Dreiseithofes | Dorfstraße 17 (Karte) | 1700–1720 | Obergeschoss Fachwerk, Seltenheitswert, bau- und sozialgeschichtlich von Bedeutung. Erdgeschoss Bruchsteine, verputzt, Obergeschoss einriegeliges Fachwerk mit Kopfband (verblattet), originale Fenster, Dach Schiefer. | 08955735 |

## Etzdorf
| Bild                                    | Bezeichnung | Lage                                   | Datierung                                                                                               | Beschreibung | ID       |
| --------------------------------------- | --- | -------------------------------------- | --- | --- | -------- |
| Direkt Bild zu diesem Denkmal hochladen | Wohnstallhaus und Scheune eines Zweiseithofes | Am Steinbach 3 (Karte)                 | Ende 18. Jahrhundert (Wohnstallhaus); 2. Hälfte 19. Jahrhundert (Scheune)                               | Wohnstallhaus Obergeschoss Fachwerk verkleidet, Beispiel für die ältere Holzbauweise, baugeschichtlich von Bedeutung. - Wohnstallhaus: alter Baukörper, Erdgeschoss massiv, verändert, Obergeschoss Fachwerk, hochliegende Fenster, verkleidet, Backhaus - Scheune: Fachwerk mit Drempel, teils preußisches Fachwerk | 08955713 |
| Direkt Bild zu diesem Denkmal hochladen | Wohnstallhaus und Scheune eines Zweiseithofes | Am Steinbach 22 (Karte)                | Kern Ende 18. Jahrhundert (Wohnstallhaus); letztes Drittel 19. Jahrhundert (Scheune)                    | Wohnstallhaus Obergeschoss Fachwerk, Beispiel für die ältere Holzbauweise, baugeschichtlich von Bedeutung. - Wohnstallhaus: Erdgeschoss massiv, Portal mit Stichbogen und Schlussstein, Obergeschoss zwei Seiten Fachwerk - Scheune: Erdgeschoss massiv, Ziegeleinfassung an Gewänden, Obergeschoss Fachwerk | 08955714 |
| Direkt Bild zu diesem Denkmal hochladen | Häuslerhaus | Am Steinbach 24 (Karte)                | Anfang 19. Jahrhundert                                                                                  | Obergeschoss Fachwerk verkleidet, typische Lage in der Aue, bau- und sozialgeschichtlich von Bedeutung. Erdgeschoss massiv, Obergeschoss rundum Fachwerk, verputzt bzw. verkleidet, alte Fenstergrößen, originale Tür. | 08955715 |
| Direkt Bild zu diesem Denkmal hochladen | Wohnstallhaus und Scheune eines Hakenhofes | Nossener Straße 9 (Karte)              | 1. Hälfte 18. Jahrhundert (Scheune); 1. Hälfte 19. Jahrhundert (Wohnhaus)                               | Wohnstallhaus Obergeschoss Fachwerk, zum Teil verputzt, seltene Konstruktionsart, baugeschichtlich von Bedeutung. - Wohnstallhaus: Erdgeschoss massiv, Obergeschoss Fachwerk, teils verputzt, originale Fenstergrößen - Scheune: Fachwerk mit X-Verstrebungen (verblattet), Dach Schiefer | 08955712 |
| Direkt Bild zu diesem Denkmal hochladen | Westliches Seitengebäude und südliche Scheune eines Vierseithofes | Nossener Straße 27 (Karte)             | 2. Hälfte 19. Jahrhundert                                                                               | Beide Gebäude in Fachwerkkonstruktion, Beispiel für die Holzbauweise, bau- und wirtschaftsgeschichtlich von Bedeutung. - Seitengebäude: Erdgeschoss massiv, Porphyrgewände, Türgewände Holz, Obergeschoss drei Seiten Fachwerk, Giebel verkleidet - Scheune: Hofseite Fachwerk mit Drempel, Giebelseiten verbrettert, Außenseite massiv | 08955711 |
| Direkt Bild zu diesem Denkmal hochladen | Östliches Seitengebäude, westliches Seitengebäude mit angebautem Torbogen und südliche Scheune eines Vierseithofes                                                      | Nossener Straße 32 (Karte)             | Ende 18. Jahrhundert (Scheune); Anfang 19. Jahrhundert (Seitengebäude)                                  | Teil der alten Ortsstruktur, alle Gebäude in Fachwerkkonstruktion, bau- und wirtschaftsgeschichtlich von Bedeutung. - Scheune: Hofseite überwiegend Fachwerk, sonst Bruchstein, Stallscheunen: Erdgeschoss massiv, Obergeschoss Fachwerk, teils verbrettert/verkleidet - Torbogen: Schiefer, mit Schlussstein | 08955710 |
| Weitere Bilder                          | Meilenstein | Nossener Straße 48 (gegenüber) (Karte) | Nach 1858                                                                                               | Königlich-Sächsischer Meilenstein, Halbmeilenstein mit halbrundem Abschluss, verkehrsgeschichtlich von Bedeutung, Höhe ca. 80 cm | 08955709 |
| Direkt Bild zu diesem Denkmal hochladen | Östliches Seitengebäude und südliche Scheune eines Vierseithofes | Waldheimer Straße 8 (Karte)            | 1700–1720 (Scheune mit Tordurchfahrt); Mitte 19. Jahrhundert (Seitengebäude)                            | Seitengebäude Obergeschoss Fachwerk, Scheune mit seltener Fachwerkkonstruktion, bau- und wirtschaftsgeschichtlich von Bedeutung. - Scheune mit Tordurchfahrt: Erdgeschoss und Giebel massiv, Durchfahrt und Obergeschoss mit Kopfband, vorkragend, vermutlich ehemalige Oberlaube - Stallscheune: Bruchstein, verputzt, Obergeschoss Fachwerk, im Erdgeschoss noch eine Wand Fachwerk | 08955718 |
| Weitere Bilder                          | Dorfkirche und Kirchhof Etzdorf (Sachgesamtheit) | Waldheimer Straße 16 (Karte)           | 1865 | Sachgesamtheit Dorfkirche und Kirchhof Etzdorf mit folgenden Einzeldenkmalen: Kirche, Gedenktafel 1870/71 und Denkmal für die Gefallenen des Ersten Weltkrieges mit gärtnerischer Anlage (08955716) sowie folgenden Sachgesamtheitsteilen: alte und neue Einfriedungsmauer des Kirchhofs; bau- und ortsgeschichtlich von Bedeutung. Anlage des Kriegerdenkma s im Ost-Bereich des Kirchhofs Ost-West-Wegeachse mit Allee (7 von ehemals 14 Kugelrobinien), an der östlichen Einfriedungsmauer rechteckiges erhöht liegendes Plateau mit südlicher, westlicher und nördlicher niedriger Stützmauer aus Bruchsteinmauerwerk, in der Achse der Robinienallee auf das Plateau führende Treppe und auf dem Plateau Kriegerdenkmal vor der östlichen Einfriedungsmauer, im Süden des Denkmals zwei Solitärbäume (Koniferen), im Norden des Denkmals ein Solitärbaum (Konifere), am Fuß der westlichen Stützmauer Baumreihe von vier Lebensbäumen (zwei rechts und zwei links der Treppe), Kriegerdenkmal (Erster Weltkrieg). - Kirchhof: - Einfriedung: östliche, südliche und westliche vorwiegend verputzte Einfriedungsmauer aus Bruchsteinmauerwerk, südliche Einfriedungsmauer als Stützmauer, im Nordbereich Erweiterung des Kirchhofs mit nördlicher, östlicher und westlicher sanierter Einfriedungsmauer aus Bruchsteinmauerwerk, Süd-Tor mit zwei verputzten Pfeilern und zwei schmiedeeisernen Torflügeln, in der westlichen Einfriedungsmauer Durchgang zum Pfarrhof - Erschließung: von der Straße geradliniger ansteigender Weg durch das Süd-Tor bis zu einem in der Achse des Tore stehenden Solitärbaum, dort sich aufspaltend weiterer Verlauf an der Südfassade der Kirche nach Ost und West, im Osten der Kirche Nord-Süd-Wegeachse auf die Leichenhalle an der nördlichen Einfriedungsmauer gerichtet, Wegeaufweitung am West-Eingang der Kirche und Weg zum Durchgang zum Pfarrhof - Bodenrelief: Böschung an der Nahtstelle zum nördlichen tiefer liegenden Erweiterungsbereich - Gehölze: in der Achse des Süd-Tores vor der Süd-Fassade der Kirche Solitärbaum (geschnittene Linde), im Südwestbereich vor dem Ost-Giebel des Pfarrhauses Solitärbaum (Trauerweide), im Nordostbereich zwei den Blick in die Landschaft rahmende Solitärbäume (Buchen), im Nordwestbereich Baumgruppe (zwei Scheinzypressen und eine Schwarzkiefer), im Westen der Nord-Süd-Wegeachse Baumreihe (vier jüngere und ein alter Lebensbaum), vor dem Eingang der Leichenhalle Baumpaar (zwei Lebensbäume), an der östlichen Einfriedungsmauer Baumreihe (drei Kiefern), im Ost-Bereich des Kirchhofs zwei jüngere Heckenquartiere mit je einem Solitärbaum (zwei Hängebirken), an der westlichen Einfriedungsmauer außerhalb des Kirchhofs Solitärbaum (Rosskastanie), im Westen außerhalb des Kirchhofs auf dem Pfarrhof Solitärbaum (Robinie) - Blickbeziehung: im Nordostbereich des Kirchhofs von den Stämmen zweier Buchen gerahmter Blick in die Landschaft und zur Stadt Rosswein | 09300396 |
| Weitere Bilder                          | Kirche mit Ausstattung, Gedenktafel 1870/71 und Denkmal für die Gefallenen des Ersten Weltkrieges mit gärtnerischer Anlage (Einzeldenkmale der Sachgesamtheit 09300396) | Waldheimer Straße 16 (Karte)           | 1865 (Kirche); 17. Jahrhundert (Taufe); 1867 (Orgel); 1877 (Altarbild); nach 1918 (Kriegerdenkmal)      | Einzeldenkmale der Sachgesamtheit Dorfkirche und Kirchhof Etzdorf; Saalkirche mit neugotischen Formen, bau- und ortsgeschichtlich von Bedeutung. - Kirche: verputzter Bruchsteinbau mit Querhaus und eingezogenem Chor, Saalkirche mit neugotischen Formen, innen zweigeschossige Holzemporen, in den Querhausarmen Herrschaftslogen, Vierung und Chor mit Gewölbe - Porphyrtaufe, 17. Jahrhundert - Alabasterrelief mit Heiligem Abendmahl, um 1600 - Altarbild 1877 von Karl Gottlob Schönherr - Sandsteingrabmal des Pfarrers Michael Vogel (gest. 1668) - Orgel von Gotthilf Bärmig, 1867, neugotischer Prospekt - am südlichen Querhaus Gedenktafel für drei Gefallene des Deutsch-Französischen Krieges - Kriegerdenkmal Erster Weltkrieg: mittig an der östlichen Kirchhofsmauer | 08955716 |
|                                         | Wohnhaus, Wohnstallhaus und Scheune des Pfarrhofes | Waldheimer Straße 17, 18 (Karte)       | 2. Hälfte 18. Jahrhundert (Pfarrhaus); letztes Drittel 19. Jahrhundert (Wohnstallhaus und Pfarrscheune) | Pfarrhaus und Wohnstallhaus Obergeschoss Fachwerk, im Ensemble mit der Kirche unverzichtbar, bau- und ortsgeschichtlich von Bedeutung. - Wohnhaus: alter Baukörper, Erdgeschoss massiv, Obergeschoss drei Seiten massiv, eine Seite Fachwerk (aufgebrettert), Türsturz mit Inschrift „Herr, bleibe bei uns“ - Wohnstallhaus: massiv, Porphyrgewände, Hofseite Obergeschoss Fachwerk - Scheune: massiv, Porphyrgewände, großes Tor | 08955717 |
| Direkt Bild zu diesem Denkmal hochladen | Wohnhaus | Waldheimer Straße 48 (Karte)           | Um 1890                                                                                                 | Massives Gebäude mit aufwändiger Putzgliederung, baugeschichtlich und straßenbildprägend von Bedeutung. Zweigeschossig, vier zu zwei Achsen, Putzgliederung, im Erdgeschoss Dreiecksgiebel als Fensterbekrönung, Eckquaderung, Walmdach. | 08955727 |
| Direkt Bild zu diesem Denkmal hochladen | Scheune eines Dreiseithofes | Waldheimer Straße 63 (Karte)           | 18. Jahrhundert                                                                                         | Fachwerkscheune, bau- und heimatgeschichtlich von Bedeutung. Fachwerk aus zwei Bauphasen, über dem massiven Stallteil einriegeliges Fachwerk, Durchfahrt, Fachwerk mit Kopfband, Dach Schiefer. | 08955725 |
| Direkt Bild zu diesem Denkmal hochladen | Seitengebäude mit Oberlaube eines Vierseithofes | Waldheimer Straße 64 (Karte)           | Anfang 18. Jahrhundert                                                                                  | Seltenheitswert, wissenschaftlich-dokumentarischer Wert, bau- und hausgeschichtlich von Bedeutung. - Seitengebäude: Fachwerk auch im Erdgeschoss, Obergeschoss Fachwerk mit vorkragender, sechsjochiger Oberlaube, die Brüstungsfelder mit Lehm ausgefacht, Dach Schiefer, ruinös - Scheune (Abbruch 2013): Fachwerk aus zwei Bauphasen, teils mit Kopfband (verblattet), teils zweiriegelig, Dach Schiefer | 08955724 |
| Direkt Bild zu diesem Denkmal hochladen | Wohnstallhaus und Seitengebäude eines Bauernhofes | Waldheimer Straße 73 (Karte)           | 1830 (Seitengebäude); 1849 (Wohnstallhaus)                                                              | Ortsbildprägendes Fachwerkensemble von bau- und heimatgeschichtlicher Bedeutung. - Wohnstallhaus: Erdgeschoss massiv, Porphyrtürgewände, Obergeschoss Fachwerk, doppelte Biberschwanzdeckung - Seitengebäude: Erdgeschoss massiv, Sandsteingewände, Obergeschoss und Giebel Fachwerk, Dach Schiefer, Mitteldrehflügelfenster | 08955723 |
| Weitere Bilder                          | Meilenstein | Waldheimer Straße 76 (neben) (Karte)   | Nach 1858                                                                                               | Königlich-Sächsischer Meilenstein, Halbmeilenstein mit halbrundem Abschluss, verkehrsgeschichtlich von Bedeutung, Höhe ca. 80 cm | 08955733 |
| Direkt Bild zu diesem Denkmal hochladen | Umspannwerk und Verwaltungsgebäude (Umspann-Werk Etzdorf Südsachsen AG Chemnitz)                                                                                        | Waldheimer Straße 81 (Karte)           | Um 1910                                                                                                 | Technikgeschichtliche Bedeutung. - Umspannwerk: U-förmiger Grundriss, Putzbau mit Lisenengliederung an den Stirnseiten, leicht zurückgesetzter Drempel, Walmdach Schiefer - Wohnhaus: im Heimatstil errichtet, Erdgeschoss verputzt, Obergeschoss und Dach verkleidet, Krüppelwalmdach Gesamte Anlage saniert. | 08955728 |

## Gersdorf
| Bild                                    | Bezeichnung | Lage                                | Datierung | Beschreibung | ID       |
| --------------------------------------- | --- | ----------------------------------- | --- | --- | -------- |
| Weitere Bilder                          | Backhaus der Gemeinde | Gersdorf (Karte)                    | 1772 rekonstruiert | Ortsgeschichtlich von Bedeutung, kleiner Massivbau | 08955721 |
|                                         | Wehr über die Freiberger Mulde (Einzeldenkmal der Sachgesamtheit 08955769) | Gersdorf (Karte)                    | 1790 | Einzeldenkmal der Sachgesamtheit Segen-Gottes-Erbstolln; technik- und bergbaugeschichtlich von Bedeutung, seit 2019 zugehörig zur Kernzone des UNESCO-Welterbes Montanregion Erzgebirge/Krušnohoří. Das Muldenwehr wurde von J. F. Mende, dem Erbauer des ersten Schiffshebewerkes der Welt, im 18. Jahrhundert speziell für den Gersdorfer Bergbau errichtet. Es ist noch vollständig original erhalten und hat in seiner Natursteinbauweise selbst das Hochwasser 2002 unbeschadet überstanden. | 09301191 |
| Direkt Bild zu diesem Denkmal hochladen | Alter Kunst- und Treibeschacht des ehemaligen Segen-Gottes-Erbstollns (Einzeldenkmal der Sachgesamtheit 08955769)                                                             | Gersdorf 4 (Karte)                  | 18. Jahrhundert, später massiv unterfahren                                                                                     | Einzeldenkmal der Sachgesamtheit Segen-Gottes-Erbstolln; ortshistorisch und bergbaugeschichtlich von Bedeutung, seit 2019 zugehörig zur Kernzone des UNESCO-Welterbes Montanregion Erzgebirge/Krušnohoří. Schacht mit Überbau, dieser Fachwerk, teils auch im Erdgeschoss Bruchsteinsockel, Giebel verbrettert, Krüppelwalmdach, 1785–1808 genutzt. Notsicherung Dach mit Gen. und Fördermitteln! | 08955706 |
| Weitere Bilder                          | Segen-Gottes-Erbstolln (Sachgesamtheit) | Gersdorf 4, 6, 7, 9, 10, 11 (Karte) | 16.–18. Jahrhundert | Sachgesamtheit bergbauliche Gesamtanlage des Segen-Gottes-Erbstolln mit folgenden Einzeldenkmalen: Bergschänke (08955707, Nr. 11), Alter Kunst- und Treibeschacht (08955706, Nr. 4), Wehr über die Freiberger Mulde (09301191) und Huthaus und Bergschmiede (09300389, Nr. 9, 10, 11) sowie der kartierte Bereich der Bergbauanlage mit sämtlichen Schächten, Mundlöchern und Halden als Sachgesamtheitsteile; ortshistorisch und bergbaugeschichtlich von Bedeutung, seit 2019 zugehörig zur Kernzone und Pufferzone des UNESCO-Welterbes Montanregion Erzgebirge/Krušnohoři. Der im 13. Jahrhundert begonnene Gersdorfer Bergbau erhielt 1679 den Namen „Segen-Gottes-Erbstolln“. Er war bis 1885 in Betrieb. Besichtigt wurden: Halde, Klengelschacht (bis 1690 betrieben), oberer und unterer Kunstgraben (rekonstruiert), Mundloch der unteren Aufschlagrösche (rekonstruiert), Mundloch des Adam-Stollns, bezeichnet mit 1811, sowie der Stolln, das Muldenwehr (erbaut 1790 von J. F. Mende), die Brendelschen Wassersäulenmaschinen in der Maschinenkammer des Josephschachtes (1826–1833 und 1864 von Bornemann erbaut). Daneben sind sämtliche Halden schützenswert sowie der Neue Kunst- und Treibeschacht, Klengelschacht, Josephschacht, Wolfsschacht, Wolfgangsschacht, Aaronschacht, Danielschacht, Puschschacht. Weiterhin gehören zur Bergbaulandschaft die Halbinsel zwischen Pochwerksgraben und Freiberger Mulde im Anschluss an 1. nach West. Es handelt sich bei der Gesamtanlage um eine bedeutende mittelalterliche Bergbaulandschaft um 1200. Denkmalbegründung für Muldenwehr, Halbinsel und Bergbaulandschaft: Alle genannten Objekte erfüllen in vollem Umfang die Maßgaben des § 2 SächsDSchG und sind historisch wertvolle Teile des Gersdorfer Bergbaues. So wurde z. B. speziell das Muldenwehr von Mende, dem Erbauer des ersten Schiffshebewerkes der Welt, im 18. Jahrhundert speziell für den Gersdorfer Bergbau errichtet. Es ist noch vollständig original erhalten und hat in seiner Natursteinbauweise selbst das Hochwasser 2002 unbeschadet überstanden. Die Halbinsel war Sandhalde für die Waschanlagen der Grube und Standort von Radstuben für Wasserräder der Wäsche und für Feldgestänge. Sie ist heute natürlicher Trennpunkt zwischen der Mulde und dem Pochwerksgraben, gehalten von Trockenmauern. Das Gelände zwischen Postweg und dem alten Steinbruch ist ein montanarchäologisch hoch interessantes Gebiet, Pingen, Halden, Reste von Wohnstätten zeigen heute noch nachhaltig den Beginn des Bergbaues um 1200. Dabei ist sicher das Terrain der Bergbausiedlung „Gerschberg“ erhalten, welche um diese Zeit bereits 200 Schächte in Betrieb wusste. | 08955769 |
|                                         | Bergschänke des Segen-Gottes-Erbstollns (Einzeldenkmal der Sachgesamtheit 08955769)                                                                                           | Gersdorf 6, 7 (Karte)               | Ende 18. Jahrhundert | Einzeldenkmal der Sachgesamtheit Segen-Gottes-Erbstolln; ortshistorisch und bergbaugeschichtlich von Bedeutung, seit 2019 zugehörig zur Kernzone des UNESCO-Welterbes Montanregion Erzgebirge/Krušnohoří. Langgezogener Bau mit 15:2 Achsen, Erdgeschoss massiv, Obergeschoss teils Fachwerk, verputzt, Satteldach. | 08955707 |
| Weitere Bilder                          | Huthaus (heute Wohnhaus) und Ruine der ehemaligen Bergschmiede (Einzeldenkmale der Sachgesamtheit 08955769)                                                                   | Gersdorf 9, 10, 11 (Karte)          | 1852 | Einzeldenkmale der Sachgesamtheit Segen-Gottes-Erbstolln; ortshistorisch und bergbaugeschichtlich von Bedeutung, seit 2019 zugehörig zur Kernzone des UNESCO-Welterbes Montanregion Erzgebirge/Krušnohoři. - Huthaus (Wohnhaus): langgestreckter zweigeschossiger Putzbau, Bruchsteinmauerwerk, Satteldach (heute Wohnhaus), daran anschließend die Ruine der ehemaligen Bergschmiede - ehemalige Bergschmiede: Bruchsteinmauerwerk mit großen rundbogigen Fensteröffnungen (Inschrift auf Tafel „Anstelle der Bergschmiede am Huthaus 1852 neu erbaut, nach 1885 Nutzung durch das Rittergut, als Volkseigentum nach 1960 zerstört“) | 09300389 |
| Weitere Bilder                          | Rittergut Gersdorf (Sachgesamtheit) | Gersdorf 15, 19, 22, 23, 24 (Karte) | 15. bis 19. Jahrhundert (Rittergut); Mitte 19. Jahrhundert (Kutscherwohnung)                                                   | Sachgesamtheit Rittergut Gersdorf, mit folgenden Einzeldenkmalen: Herrenhaus (Nr. 23), Gutsverwalterhaus (Nr. 22), Wirtschaftsgebäude (Nr. 15), Torwächterhaus (Nr. 19) und Einfriedungsmauer (08955708), dem Gutspark (Gartendenkmal) sowie folgenden Sachgesamtheitsteilen: Kutscherhaus mit Remise (Nr. 24); baugeschichtlich, ortsgeschichtlich und baukünstlerisch von Bedeutung, seit 2019 zugehörig zur Kernzone des UNESCO-Welterbes Montanregion Erzgebirge/Krušnohoři. - Kutscherhaus mit Remise: zweigeschossiger Putzbau aus der Mitte des 19. Jahrhunderts, um 1915 verändert – übergiebelter Erker im Obergeschoss und eingehauster Eingangsbereich an der Giebelseite des Hauses, Walmdach, der angebaute Remisenteil niedriger, ebenfalls verputzt, Walmdach mit Ladeluke - ehemaliges Wirtschaftsgebäude gegenüber Nummer 19 (ohne Nummer) Abbruch vor 2014 (massiv, noch eine Seite des Obergeschosses Fachwerk, Krüppelwalmdach mit Fledermausgaupen) - Gärten: - Gartenteile: - Zufahrt und Vorplatz des Herrenhauses - Gutspark mit Teich - Gelände der ehemaligen Gärtnerei - Obstwiese - Einfriedung: nördliche Einfriedungsmauer aus Bruchsteinmauerwerk, Einfriedungsmauern an der Zufahrt zum Gutshof, östliche Einfriedungsmauer an der ehem. Gärtnerei - Erschließung: Zufahrt im Norden des Herrenhauses - Wasser: Teich mit Teichständer im Westen des Herrenhauses, Zulauf, Ablauf - Gehölze: Baumreihe an der Zufahrt zum Herrenhaus, Solitärbäume (Eichen, Platanen, Bergahorn, Pappeln, Linden), Reste von Hecken (Hainbuchen) an einer Querachse im Norden des Herrenhauses und des Gutshofs, Strauchgruppen (Rhododendron) auf dem Vorplatz des Herrenhauses, Obstbäume im Obstgarten - Gartenbauten: Erdkeller im Südosten des Gutsparks - Sichtbeziehungen: kleiner erhöhter Platz als Aussichtspunkt an der nördlichen Einfriedungsmauer - Ausstattung: Pflanzgefäß im Südosten des Teiches | 09300395 |
| Weitere Bilder                          | Herrenhaus (Nr. 23), Gutsverwalterhaus (Nr. 22), Wirtschaftsgebäude (Nr. 15) und Torwächterhaus (Nr. 19) sowie Einfriedungsmauer (Einzeldenkmale der Sachgesamtheit 09300395) | Gersdorf 15, 19, 22, 23 (Karte)     | 16. Jahrhundert (Herrenhaus); 1670 Dendro Torwächterhaus (Torhaus); 18. Jahrhundert (Gutsverwalterhaus und Wirtschaftsgebäude) | Einzeldenkmale der Sachgesamtheit Rittergut Gersdorf; baugeschichtlich, ortsgeschichtlich und baukünstlerisch von Bedeutung, seit 2019 zugehörig zur Pufferzone des UNESCO-Welterbes Montanregion Erzgebirge/Krušnohoří. - Herrenhaus (Nummer 23): ältester Teil des Ensembles, massiver Bau, zweigeschossig, Sitznischenportal, profilierte Fenstergewände, Eckquaderung, Walmdach, oktogonale Türme mit barockisierender Haube, Marmorkamine, im Keller Kreuzgratgewölbe - Gutsverwalterhaus (Nummer 22): zweigeschossiger Kubus mit flachem Mittelrisalit, darüber Dachhäuschen, Sandsteingewände, Putzgliederung, hohes Walmdach - Wirtschaftsgebäude (Nummer 15): bildete zusammen mit Gutsverwalterhaus eine Torsituation, verputzter Bruchsteinbau, im Stall Kreuzgratgewölbe, Sandsteingewände, profiliertes Kranzgesims, steiles Walmdach, Anbau mit flacherer Dachneigung - Torwächterhaus (Nummer 19): kleiner, zweigeschossiger Putzbau mit Walmdach, Reste des ehemaligen zu bewachenden Tores noch zu erkennen, der angebaute Stallteil wurde vor 2014 abgebrochen (Bruchstein, verputzt, Ladeluke Fachwerk, Krüppelwalmdach, zum Park hin Stützpfeiler) - Einfriedungsmauer: verputzter Bruchstein | 08955708 |

## Goßberg
| Bild                                    | Bezeichnung                                                                                | Lage                            | Datierung                                                                                           | Beschreibung | ID       |
| --------------------------------------- | ------------------------------------------------------------------------------------------ | ------------------------------- | --------------------------------------------------------------------------------------------------- | --- | -------- |
| Direkt Bild zu diesem Denkmal hochladen | Gedenkstein für die Opfer des Faschismus                                                   | Reichenbacher Straße (Karte)    | 1974                                                                                                | Zur Erinnerung an polnische, ungarische und französische Kriegsgefangene, die im Februar 1945 in einem Übergangslager ums Leben kamen, großer Naturstein mit geglätteter Front und Schrift „Die Goßberger Opfer mahnen zur internationalen Solidarität“, davor liegend Platte mit Text zur Information, geschichtlich von Bedeutung | 09244376 |
| Direkt Bild zu diesem Denkmal hochladen | Wohnstallhaus mit Backhaus und Scheune eines Zweiseithofes sowie Torbogen                  | Reichenbacher Straße 1 (Karte)  | Um 1800 (Wohnhaus und Scheune); bezeichnet mit 1875 (Tor)                                           | Wohnstallhaus Obergeschoss Fachwerk verkleidet, kleiner, komplett erhaltener Hof, baugeschichtlich und ortsbildprägend von Bedeutung. - Wohnhaus: zweigeschossig, mit Satteldach, Fachwerk im Obergeschoss verschiefert, rückwärtiges Backhaus, innen alte Türen und Kuhstall - Scheune: Holzkonstruktion, zum Teil Außenwände in Stein gemauert, einziger Zweiseithof sowie kleinster des Dorfes | 09244374 |
| Direkt Bild zu diesem Denkmal hochladen | Nördliches Seitengebäude, östliches Seitengebäude und südliche Scheune eines Vierseithofes | Reichenbacher Straße 3 (Karte)  | Anfang 20. Jahrhundert laut Auskunft Eigentümers                                                    | Sehr gut erhaltene Gebäude, beide Seitengebäude im Obergeschoss Fachwerk, Scheune in Sichtfachwerk mit Ziegel (verputzt) baugeschichtlich, wirtschaftsgeschichtlich und ortsbildprägend von Bedeutung. - Scheune: Fachwerk mit Ziegel - Seitengebäude 1: Segmentbogen in Ziegel gemauert | 09244373 |
| Direkt Bild zu diesem Denkmal hochladen | Südliches Seitengebäude und westliche Scheune eines Vierseithofes                          | Reichenbacher Straße 4 (Karte)  | Bezeichnet mit 1896                                                                                 | Seitengebäude Obergeschoss Fachwerk, Scheune Fachwerkkonstruktion, zum Teil verbrettert, weitestgehend im Originalzustand erhalten und typisch für die ländliche Architektur dieser Gegend, bau- und wirtschaftsgeschichtlich von Bedeutung. - Seitengebäude: zweigeschossig mit Satteldach, Obergeschoss in Fachwerk, im Erdgeschoss Tor mit Segmentbogen in Ziegel gemauert - Scheune: Holzkonstruktion, zum Teil verbrettert, zum Teil Sichtfachwerk | 09244371 |
| Direkt Bild zu diesem Denkmal hochladen | Mühlengebäude, Seitengebäude, Scheune und zwei Schuppen eines Mühlenanwesens               | Reichenbacher Straße 8 (Karte)  | Um 1800 (Scheune); 1814 (Schneidemühle); bezeichnet mit 1823 (Seitengebäude); 1865 (Wohnmühlenhaus) | Ensemble von mehreren Bauten unterschiedlichen Alters, großes Wohnmühlengebäude mit qualitätvollem, spätklassizistischem Eingangsportal und dem Seitengebäude mit Mansarddach und Stichbogenportalen, bau-, orts- und technikgeschichtlich von Bedeutung. - Wohnmühlenhaus: zweigeschossiger Bau mit Satteldach, Fassade mit neun Achsen, Tür zentral, profilierte Fenstergewände im ersten Obergeschoss, im Türgewände Handwerkszeichen der Müller und Bezeichnung 1865, Schneidemühle 1814, früher Schrotmühle - Seitengebäude: zweigeschossig, Mansarddach, zwei Stichbogenportale, originale Fenster - Schuppen: Holzkonstruktion mit Kopfstreben (geschweift) | 09244368 |
| Direkt Bild zu diesem Denkmal hochladen | Häuslerhaus                                                                                | Reichenbacher Straße 9 (Karte)  | 18. Jahrhundert                                                                                     | Kleines Wohnhaus mit schönem Fachwerkobergeschoss, baugeschichtlich von Bedeutung und von straßenbildprägendem Charakter. Zweigeschossiger Bau mit steilem Satteldach, Erdgeschoss in Bruchstein, zum Teil ausgewechselt, eine Giebelwand: Fachwerk ist erneuert, in Stein hochgemauert, Steingewände im Erdgeschoss, Fachwerk mit Lehmgefachen und Staken, Deckenbalken und innere Fachwerkwände sind erhalten. | 09244369 |
| Direkt Bild zu diesem Denkmal hochladen | Östliches Seitengebäude eines Vierseithofes                                                | Reichenbacher Straße 12 (Karte) | 2. Hälfte 19. Jahrhundert                                                                           | Obergeschoss Fachwerk verkleidet, typisch für die 2. Hälfte des 19. Jahrhunderts und für diese ländliche Gegend, Fachwerkgiebel straßenbildprägend, baugeschichtlich von Bedeutung. Zweigeschossiger Bau mit Schopfwalmdach, Erdgeschoss massiv mit Tor im Zentrum, darüber Segmentbogen in Ziegel gemauert, Fenster- und Türgewände mit Steinprofilen, Obergeschoss in Fachwerk, wobei die hofzugewandte Fassade verkleidet ist. | 09244375 |
| Direkt Bild zu diesem Denkmal hochladen | Wohnstallhaus, zwei Seitengebäude und Scheune eines Vierseithofes                          | Reichenbacher Straße 13 (Karte) | 1912–1918                                                                                           | Geschlossen erhaltene Anlage eines Vierseithofes, ortsbildprägende Gebäude mit Fachwerkkonstruktion und Lehmgefachen, bau- und wirtschaftsgeschichtlich von Bedeutung. - Wohnstallhaus: Erdgeschoss massiv und zum Teil überformt, Obergeschoss in Fachwerk - Scheune: Sockel, darüber Fachwerk - Seitengebäude 1: im Erdgeschoss massiv, im Obergeschoss Fachwerk, ein Segmentbogentor in Ziegel gemauert - Seitengebäude 2: im Erdgeschoss massiv, im Obergeschoss Fachwerk | 09244370 |
| Direkt Bild zu diesem Denkmal hochladen | Wohnstallhaus und Hofpflasterung eines ehemaligen Vierseithofes                            | Reichenbacher Straße 15 (Karte) | Bezeichnet mit 1807                                                                                 | Restliche Gebäude sind abgerissen, großes repräsentatives Wohnstallhaus mit markantem Schopfwalmdach und Fachwerkobergeschoss, in sehr gutem Erhaltungszustand, baugeschichtlich von Bedeutung. Zweigeschossiger Bau mit Schopfwalmdach, Fledermausgaupen, Erdgeschoss in Bruchstein mit zum Teil Porphyrgewänden, zwei Segmentbogenportale mit Schlussstein, Fachwerkobergeschoss gut erhalten, mit Lehm ausgefacht, alte Hofpflasterung. | 09244372 |

## Kaltofen
| Bild                                    | Bezeichnung                                                                                  | Lage                 | Datierung                                                                              | Beschreibung | ID       |
| --------------------------------------- | -------------------------------------------------------------------------------------------- | -------------------- | -------------------------------------------------------------------------------------- | --- | -------- |
| Weitere Bilder                          | Kalkbrennöfen                                                                                | Kalkbrüche 1 (Karte) | 16. Jahrhundert                                                                        | In Resten vorhandene Kalkbrennöfen und die Löcher, die vom Kalkabbau an den Hängen der Kleinen Striegis ab dem 16. Jahrhundert bis 1897 zeugen, bau- und technikgeschichtlich von Bedeutung | 09244326 |
| Weitere Bilder                          | Postmeilensäule                                                                              | Kaltofen (Karte)     | Vor 2022 (Kopie), Original bezeichnet mit 1727                                         | Kursächsische Postmeilensäulen (Sachgesamtheit), Kopie eines Viertelmeilensteins, verkehrsgeschichtlich von Bedeutung. Mit „AR“-Monogramm und Posthornzeichen, sowie der Reihennummer 21. Sie steht am Ortsausgang von Kaltofen nach Hainichen. | 09304933 |
| Direkt Bild zu diesem Denkmal hochladen | Wohnstallhaus                                                                                | Kaltofen 2 (Karte)   | Bezeichnet mit 1825                                                                    | Lang gestrecktes Wohngebäude, Obergeschoss Fachwerk, wertvoll durch seinen nahezu vollständig originalen Erhaltungszustand, baugeschichtlich von Bedeutung. Zweigeschossig, Satteldach mit einseitigem Krüppelwalm. Erdgeschoss: Mauerwerk verputzt, Portalgewände mit datiertem Schlussstein. Obergeschoss: regelmäßig durchfenstertes Fachwerk mit zahlreichen Streben, Stall dreischiffig mit Rundsäulen. | 09244321 |
| Direkt Bild zu diesem Denkmal hochladen | Vierseithof mit Wohnstallhaus, zwei Seitengebäuden und Scheune sowie frei stehendem Backhaus | Kaltofen 16 (Karte)  | 18. Jahrhundert (Wohnstallhaus); 19. Jahrhundert (Backhaus, Seitengebäude und Scheune) | Auf Grund seines Alters und der seltenen Form des Fachwerkes bemerkenswertes Wohnstallhaus, original erhaltenes Backhaus, bau-, wirtschafts- und sozialgeschichtlich von Bedeutung. - Wohnstallhaus: zweigeschossig, hohes Satteldach, Erdgeschoss gemauert und verputzt, zum Teil mit Porphyrgewänden, teilweise entstellend überformt, stämmiges Fachwerk mit Kopfbändern und geschwungenen, sich überkreuzenden Kopf- und Fußstreben, übrige Hofbebauung deutlich später, Bruchstein- und Ziegelmauerwerk zum Teil stark überformt - Backhaus: länglicher, ganz in Bruchstein ausgeführter Bau, Satteldach mit einseitigem Krüppelwalm, Backhaus gefährdet | 09244322 |
| Direkt Bild zu diesem Denkmal hochladen | Scheune                                                                                      | Kaltofen 16a (Karte) | 18. Jahrhundert                                                                        | Ursprünglich zu Nummer 16 gehörig, original erhaltene alte Holzscheune, bemerkenswert durch ihr hoch aufragendes Dach, baugeschichtlich von Bedeutung. Eingeschossiger kleiner Bau mit steilem Satteldach, unter der Holzverschalung Fachwerk mit Lehmausfachungen erkennbar. | 09244323 |
| Direkt Bild zu diesem Denkmal hochladen | Südwestliches Seitengebäude eines ehemaligen Vierseithofes                                   | Kaltofen 19 (Karte)  | Um 1800                                                                                | Bemerkenswerter, gut erhaltener Bau mit sichtbarer Fachwerkkonstruktion, bau- und wirtschaftsgeschichtlich von Bedeutung. Zweigeschossig, hohes Satteldach, alte Schiebefenster erhalten und in gutem Zustand, seitlich an jüngeres Seitengebäude angrenzend. | 09244324 |

## Kummersheim
| Bild | Bezeichnung                                                           | Lage                           | Datierung                                               | Beschreibung | ID       |
| ---- | --------------------------------------------------------------------- | ------------------------------ | ------------------------------------------------------- | --- | -------- |
|      | Scheune und Brücke am Zufahrtsweg zur Scheune des ehemaligen Vorwerks | Kummersheim 7, 8 (bei) (Karte) | 18. Jahrhundert (Scheune); bezeichnet mit 1759 (Brücke) | Ortshistorische Bedeutung, wissenschaftlich-dokumentarischer Wert. Beschreibung 2014: - Scheune: langgestreckte Bruchsteinscheune mit nachträglicher Durchfahrt, vermutlich um Fachwerkteil erweitert, hohes steiles Satteldach, vermutlich vor dem Bau der Zufahrtsbrücke vorhanden, Bauzeit also vor 1759 - Zufahrtsbrücke: Bruchsteinbrücke über einen Wassergraben oder Bach, am Schlussstein bezeichnet mit 1759, Geländer vermutlich ursprünglich ebenfalls als Bruchsteinmauerwerk ausgebildet, heute nicht mehr erhalten - Scheune mit späterem Turm: 2014 aufgrund des desolaten Bauzustandes (Teileinsturz) gestrichen. Erbaut vermutlich im 17. Jahrhundert (eventuell zeitiger). Langgestreckter Bruchsteinbau, Firstsäulen mit Blattsassen, steiles Satteldach. Um 1900 Einbau eines Turmes mit Wasserbecken, Wasserhochbehälter und Windrad zum Hochpumpen des Wassers (Auskunft eines Anwohners). Noch nach 1945 funktionsfähig. Alter Erfassungstext: - Scheune: alter Baukörper, Bruchsteinmauerwerk mit Ziegeleinfassung der Tore, Walmdach, Glockentürmchen, ruinös - Stallscheune: mit Durchfahrten, langgestreckt, Bruchsteinbau, Reste von Fachwerk, Streichung 2006, kein Hofzusammenhang mehr gegeben, Anlage in Teilen sehr verändert und zerstört | 08955705 |

## Marbach
| Bild                                    | Bezeichnung | Lage                             | Datierung | Beschreibung | ID       |
| --------------------------------------- | --- | -------------------------------- | --- | --- | -------- |
| Direkt Bild zu diesem Denkmal hochladen | Forsthaus, Seitengebäude und Gartenhäuschen | Am Forsthaus 9 (Karte)           | Bezeichnet mit 1733 im Schlussstein (Forsthaus); 1. Hälfte 18. Jahrhundert (Gartenhaus); Mitte 19. Jahrhundert (Seitengebäude)                                     | Forsthaus massiver Bau mit hohem Walmdach und Dachhäuschen, bau- und ortsgeschichtlich von Bedeutung. - Forsthaus: zweigeschossiger Bau, Porphyr- und Sandsteingewände, Walmdach mit Dachhäuschen - Stall: auf gebogenem Grundriss, Bruchsteine, verputzt, Sandsteingewände, Satteldach mit Dachhäuschen - Gartenhäuschen: verputzter Bruchsteinbau, Krüppelwalmdach, Fledermausgaupe, ruinös | 08955762 |
| Direkt Bild zu diesem Denkmal hochladen | Zwei Wohnstallhäuser und zwei Scheunen eines Bauernhofes                                                                                                | Aspenhäuser 1, 2 (Karte)         | Anfang 19. Jahrhundert | Früher zwei Höfe, Wohnstallhäuser Obergeschoss Fachwerk, Teil der Siedlung Aspenhäuser, bau- und sozialgeschichtlich von Bedeutung. - Wohnstallhäuser: Erdgeschoss massiv, Obergeschoss Fachwerk, verbrettert/verkleidet, originale Fenstergrößen - Scheunen: Fachwerk, verbrettert | 08955795 |
| Direkt Bild zu diesem Denkmal hochladen | Wohnhaus, Seitengebäude und Scheune eines Dreiseithofes                                                                                                 | Aspenhäuser 7 (Karte)            | Mitte 19. Jahrhundert (Bauernhaus und Seitengebäude); 2. Hälfte 19. Jahrhundert (Scheune)                                                                          | Teil der Siedlung Aspenhäuser, bau- und wirtschaftsgeschichtlich von Bedeutung. - Wohnhaus: massiv, Steingewände, im Giebel Rundbogenzwillingsfenster und Okuli - Scheune: Fachwerk mit Drempel, Keller, Seitengebäude: Erdgeschoss massiv, Garage, Obergeschoss Fachwerk | 08955796 |
| Weitere Bilder                          | Sachgesamtheit Königlich-Sächsische Triangulierung („Europäische Gradmessung im Königreich Sachsen“); Station 97, Marbachhöhe                           | Freiberger Straße (Karte)        | Bezeichnet mit 1868 | Triangulationssäule; Station 2. Ordnung, bedeutendes Zeugnis der Geodäsie des 19. Jahrhunderts, vermessungsgeschichtlich von Bedeutung. Pfeiler auf quadratischem Grundriss, hoher Sockel, Abdeckplatte, Höhe: 1,9 m, Material: Niederbobritzscher Granit, Inschrift „Station/MARBACHHÖHE/der/Kön:Sächs:/Triangulirung/1869.“, Höhenbolzen. Auf der Marbacher Höhe westlich an dem Schmalbach-Gersdorfer Communicationswege wurde die Vermessungsstation MARBACHHÖHE erbaut. Vom Gutsbesitzer C. F. E. Güldner in Mittelmarbach erwarb man das Grundstück für den Säulenstandort. Die Station ist sehr gut und vollständig erhalten. Die ehemals sicherlich vorhandene Erdanschüttung um die Säule ist nur noch in Resten zu sehen. Die mit der Zeit sehr schwarz verwitterte Säule wurde 2011 von Herrn Karl-Heinz Grebner aus Chemnitz gesäubert und restauriert. Die Marbachhöhe gehört zu einer Serie von 21 Vermessungsstationen, die bei Steinmetzmeister Friedrich Böhme in Niederbobritzsch in Auftrag gegeben und alle nach einer gleichen Vorlage gefertigt wurden. Vom dortigen Steinbruch erfolgte dann der Transport des Pfeilermaterials zu den einzelnen Standorten mit Pferdefuhrwerk. | 09305073 |
| Direkt Bild zu diesem Denkmal hochladen | Westliche Scheune des ehemaligen Gasthofes „Zum Grünen Papagei“                                                                                         | Freiberger Straße 1 (Karte)      | Bezeichnet mit 1774 | Fachwerkscheune, bau- und ortsgeschichtlich von Bedeutung. Fachwerk, drei große Tore, Dach Schiefer. | 08955802 |
| Direkt Bild zu diesem Denkmal hochladen | Herrenhaus des Rittergutes sowie Weinberg mit Weinbergmauern und Teil einer Einfriedungsmauer                                                           | Gartenstraße 1, 2 (Karte)        | Bezeichnet mit 1796 im Schlussstein | Baugeschichtlich, ortsgeschichtlich und landschaftsgestaltend von Bedeutung. - Herrenhaus: breitgelagerter Baukörper, massiv, Sandsteingewände, geschmücktes, stichbogiges Portal, Satteldach mit einseitigem Schopf - Weinberg: Weinbergmauern aus Bruchsteinmauerwerk, neu bestockt - Einfriedungmauer: im Westen des Grundstücks, aus Bruchsteinmauerwerk | 08955760 |
| Direkt Bild zu diesem Denkmal hochladen | Wohnstallhaus | Hauptstraße 13 (Karte)           | 2. Hälfte 18. Jahrhundert | Obergeschoss Fachwerk, Beispiel für die Holzbauweise, baugeschichtlich von Bedeutung. Erdgeschoss Bruchsteine, verputzt, Obergeschoss Fachwerk – an der Schwelle Kehlchen, ein kleiner Teil massiv. | 08955800 |
| Direkt Bild zu diesem Denkmal hochladen | Seitengebäude eines Gehöfts | Hauptstraße 23 (Karte)           | Mitte 19. Jahrhundert | Obergeschoss Fachwerk, baugeschichtlich von Bedeutung. Hohes, massives Erdgeschoss, Obergeschoss Fachwerk, originale Fenster, Giebeldreieck verbrettert. | 08955799 |
| Direkt Bild zu diesem Denkmal hochladen | Südliche Scheune sowie östliches und nördliches Seitengebäude eines Vierseithofes                                                                       | Hauptstraße 24 (Karte)           | 18. Jahrhundert (Seitengebäude); 2. Hälfte 19. Jahrhundert (Scheune); bezeichnet mit 1912 (Seitengebäude)                                                          | Alle Gebäude in Fachwerkbauweise, bau- und wirtschaftsgeschichtlich von Bedeutung, Seltenheitswert. - Scheune: Fachwerk mit Drempel, nördliches Seitengebäude: Erdgeschoss massiv, Obergeschoss Fachwerk, Giebel Schiefer, Außenseite verbrettert - östliches Seitengebäude: Erdgeschoss Massiv, Obergeschoss Fachwerk, verputzt, teilweise verbrettert, darüber Verblattung sichtbar, Dach Schiefer | 08955798 |
| Direkt Bild zu diesem Denkmal hochladen | Scheune und angebautes Seitengebäude eines Vierseithofes                                                                                                | Hauptstraße 25 (Karte)           | Ende 19. Jahrhundert | Fachwerkscheune, Seitengebäude Obergeschoss Fachwerk, ortsbildprägend durch Größe und erhöhte Lage, baugeschichtlich von Bedeutung. - Scheune: Steinsockel, sonst Fachwerk mit Drempel - Stallscheune: Erdgeschoss massiv, Obergeschoss Fachwerk | 08955797 |
| Direkt Bild zu diesem Denkmal hochladen | Nordwestliches Seitengebäude (mit Kumthalle) und nordöstliche Scheune eines Vierseithofes                                                               | Hauptstraße 37 (Karte)           | 2. Hälfte 19. Jahrhundert | Seitengebäude Obergeschoss Fachwerk, Scheune Fachwerkkonstruktion verbrettert, Teil der alten Ortsstruktur, bau- und wirtschaftsgeschichtlich von Bedeutung. - Stall: Erdgeschoss massiv, Kumthalle (einjochig), Obergeschoss Fachwerk, über der Kumthalle Fachwerk-Giebel, seitlich Durchfahrt - Scheune: Fachwerk auf Steinsockel, verbrettert, Dach Schiefer | 08955789 |
| Direkt Bild zu diesem Denkmal hochladen | Wohnhaus | Hauptstraße 41 (Karte)           | Bezeichnet mit 1898 | Gründerzeitlicher Putzbau mit übergiebeltem Mittelrisalit, Freigespärre im Giebel, Seltenheit im dörflichen Kontext, baugeschichtlich und straßenbildprägend von Bedeutung. Zweigeschossiger Putzbau im Schweizerstil, aufwendige Fenstergewände, Gesimse, im ersten Obergeschoss Dreiecksgiebel, der Mittelrisalit durch Ziergiebel betont, Krüppelwalmdach. | 08955787 |
| Direkt Bild zu diesem Denkmal hochladen | Westliche Scheune sowie östliches und südliches Seitengebäude eines Vierseithofes                                                                       | Hauptstraße 45 (Karte)           | Mitte 19. Jahrhundert | Alle Gebäude in Fachwerkbauweise, bau- und wirtschaftsgeschichtlich von Bedeutung. - Scheune: Steinsockel, Fachwerk mit hohem Drempel - südliches Seitengebäude: Erdgeschoss massiv, Obergeschoss drei Seiten Fachwerk, Ladeluken - östliches Seitengebäude: Erdgeschoss und Obergeschoss drei Seiten massiv, straßenseitig Fachwerk | 08955786 |
| Direkt Bild zu diesem Denkmal hochladen | Wohnhaus, zwei Seitengebäude und Scheune eines Vierseithofes                                                                                            | Hauptstraße 47 (Karte)           | Ende 18. Jahrhundert (Bauernhaus und Seitengebäude); Mitte 19. Jahrhundert (Seitengebäude); 1. Drittel 20. Jahrhundert (Scheune)                                   | Alle Gebäude in Fachwerkbauweise, baugeschichtlich und ortsbildprägend von Bedeutung sowie heimatgeschichtlicher Wert. - Wohnhaus: Erdgeschoss massiv, Sandsteinsolbänke, Obergeschoss Fachwerk, Giebel massiv - Scheune: hohes, massives Erdgeschoss, sonst Fachwerk - Stallscheune: Erdgeschoss massiv (Bruchsteine), Obergeschoss Fachwerk, einriegelig - Nebengebäude: Erdgeschoss massiv (Bruchsteine), Obergeschoss Fachwerk, Giebel massiv, gedämmt, saniert | 08955790 |
| Direkt Bild zu diesem Denkmal hochladen | Nördliches Wohnstallhaus eines Vierseithofes | Hauptstraße 56 (Karte)           | 1. Hälfte 19. Jahrhundert | Obergeschoss Fachwerk verputzt, Giebel verbrettert, baugeschichtlich von Bedeutung. Erdgeschoss massiv, Obergeschoss Fachwerk, Giebel verbrettert, originale Fenstergrößen, Stube vermutlich Block oder Fachwerk erhalten. | 08955791 |
| Direkt Bild zu diesem Denkmal hochladen | Nördliches Wohnstallhaus (Nr. 59) und östliche Scheune (Nr. 59a) eines Vierseithofes                                                                    | Hauptstraße 59, 59a (Karte)      | Um 1800 (Wohnstallhaus); Ende 19. Jahrhundert (Scheune) | Wohnstallhaus Obergeschoss Fachwerk, Scheune Fachwerkkonstruktion, Teil der alten Ortsstruktur, bau- und wirtschaftsgeschichtlich von Bedeutung. - Wohnstallhaus: Erdgeschoss massiv, verändert, Obergeschoss Hofseite Fachwerk, einriegelig, Giebel mit Putzgliederung und Tafel „L. Voigtlaender 1903.“ - Scheune: Fachwerk mit Drempel auf Steinsockel, Hofseite verkleidet | 08955785 |
|                                         | Nördliches Wohnstallhaus, zwei Seitengebäude und Scheune eines Vierseithofes                                                                            | Hauptstraße 62 (Karte)           | Ende 18. Jahrhundert (Wohnstallhaus); Anfang 19. Jahrhundert (kleine Scheune); 2. Hälfte 19. Jahrhundert (Seitengebäude); 1. Drittel 20. Jahrhundert (Scheune)     | Alle Gebäude in Fachwerkbauweise, einer der wenigen original erhaltenen Vierseithöfe im Ort, bau- und wirtschaftsgeschichtlich von Bedeutung. - Wohnstallhaus: Erdgeschoss massiv, Obergeschoss drei Seiten Fachwerk, Giebel massiv, Krüppelwalmdach - Scheune: Fachwerk, Giebel verbrettert - Stallscheune: Erdgeschoss massiv, Obergeschoss Fachwerk, verkleidet - Scheune: hohes, massives Erdgeschoss, sonst Fachwerk | 08955783 |
| Direkt Bild zu diesem Denkmal hochladen | Wohnhaus und Schuppen eines kleinen Hakenhofes | Hauptstraße 63 (Karte)           | 1710 Dendro (Bauernhaus); 18. Jahrhundert (Schuppen) | Wohnhaus Obergeschoss Fachwerk, Schuppen Fachwerkkonstruktion, Seltenheitswert, baugeschichtlich von Bedeutung. - Wohnhaus: Erdgeschoss massiv, Winterfenster, Obergeschoss Fachwerk, die Giebel massiv - Schuppen: Fachwerk mit gekreuzten Streben (verblattet) | 08955792 |
| Direkt Bild zu diesem Denkmal hochladen | Südliches Seitengebäude und westliche Scheune eines Vierseithofes                                                                                       | Hauptstraße 68 (Karte)           | Ende 18. Jahrhundert | Beispiel für die Holzbauweise, bau- und wirtschaftsgeschichtlich von Bedeutung. - Seitengebäude: Erdgeschoss Bruchsteine, verputzt, teils Steingewände, Obergeschoss Fachwerk, teils mit kräftigen Ständern, teils einriegelig, originale Fenster, Dach Schiefer - Scheune: Fachwerk mit Drempel, Tore böhmisch verbrettert, Dach Schiefer | 08955782 |
| Direkt Bild zu diesem Denkmal hochladen | Südliches Seitengebäude und westliche Scheune eines Vierseithofes                                                                                       | Hauptstraße 86 (Karte)           | 2. Hälfte 19. Jahrhundert | Beide Gebäude in Fachwerkbauweise, bau- und wirtschaftsgeschichtlich von Bedeutung, heimatgeschichtlicher Wert. - Scheune: Fachwerk mit Drempel, Tore böhmisch verbrettert - Stallscheune: Bruchsteine verputzt, Garage, Obergeschoss Fachwerk, Ladeluke, ein Giebel massiv | 08955781 |
|                                         | Gasthof „Goldener Anker“ mit angebautem Saal | Hauptstraße 87 (Karte)           | Um 1900 | Gasthof repräsentativer Putzbau durch geschweiften Giebel, bau- und ortsgeschichtlich von Bedeutung. - Gasthof: zweigeschossiger Putzbau mit Schweifgiebel, Gussgewände, im Erdgeschoss Schlusssteine mit Frauenköpfen, im Giebel Ankersymbol, Bekrönung mit Sonnenblumenrelief - Tanzsaal: schlichter Bau mit Segmentbogenfensterm | 08955780 |
|                                         | Wohnhaus | Hauptstraße 104 (Karte)          | Bezeichnet mit 1898 | Putzbau mit übergiebeltem Mittelrisalit und Zwillingsfenster im Giebel, baugeschichtlich und straßenbildprägend von Bedeutung. Massiver zweigeschossiger Putzbau auf Porphyrpolygonsockel, profilierte Gewände, im Erdgeschoss Putznutung, gegiebelter Mittelrisalit, im Obergeschoss gerade Fensterbedachungen, Gesimse, im Giebel Zwillingsfenster. | 08955776 |
| Direkt Bild zu diesem Denkmal hochladen | Wohnstallhaus | Hauptstraße 109 (Karte)          | Bezeichnet mit 1802 im Schlussstein | Obergeschoss Fachwerk, baugeschichtlich von Bedeutung, bildprägend durch erhöhte Lage. Stattlicher Bau, alter Baukörper, Erdgeschoss Bruchstein, Korbbogenportal mit Schlussstein, Obergeschoss vier Seiten Fachwerk, Giebel verschiefert, baufällig. | 08955777 |
| Direkt Bild zu diesem Denkmal hochladen | Südöstliches Wohnstallhaus, nordöstliches Seitengebäude und nordwestliche Scheune eines Vierseithofes                                                   | Hauptstraße 110 (Karte)          | Ende 18. Jahrhundert (Wohnstallhaus); Ende 19. Jahrhundert (Scheune und Seitengebäude)                                                                             | Beispiel für die ältere Holzbauweise, bau- und wirtschaftsgeschichtlich von Bedeutung. - Wohnstallhaus: Erdgeschoss massiv, Obergeschoss Fachwerk aus verschiedenen Bauphasen, teils einriegelig mit Verblattung, teils zweiriegelig - Scheune: Fachwerk mit Drempel, verbrettert - Stallscheune: Erdgeschoss massiv, Obergeschoss Fachwerk, teils verbrettert | 08955775 |
|                                         | Südliches Seitengebäude und nördliche Scheune eines Vierseithofes                                                                                       | Hauptstraße 117 (Karte)          | Ende 18. Jahrhundert (Seitengebäude); Ende 19. Jahrhundert (Scheune)                                                                                               | Seitengebäude Obergeschoss Fachwerk, Scheune in Fachwerkkonstruktion, baugeschichtlich von Bedeutung, heimatgeschichtlicher Wert. - Seitengebäude: Erdgeschoss massiv, Obergeschoss vier Seiten Fachwerk, Hofseite verbrettert, Lastenaufzug, Dach Schiefer - Scheune: überwiegend Fachwerk, Außenseite verbrettert | 08955778 |
| Direkt Bild zu diesem Denkmal hochladen | Nördliches Wohnhaus, Seitengebäude und Scheune eines Vierseithofes                                                                                      | Hauptstraße 118 (Karte)          | Anfang 19. Jahrhundert (Seitengebäude); Mitte 19. Jahrhundert (Bauernhaus und Scheune)                                                                             | Alle Gebäude in Fachwerkbauweise, Teil der alten Ortsstruktur, bau- und wirtschaftsgeschichtlich von Bedeutung. - Wohnhaus: Erdgeschoss massiv, Obergeschoss zwei Seiten Fachwerk, Giebel massiv - Stallscheune: Erdgeschoss massiv, Obergeschoss Fachwerk mit recht kräftigen Ständern, Mitteldrehflügelfenster, Dach Schiefer - Scheune: Fachwerk mit Drempel, teils verkleidet | 08955779 |
| Direkt Bild zu diesem Denkmal hochladen | Pfarrhaus, Scheune und Einfriedung eines Pfarrhofes sowie Pfarrgarten                                                                                   | Hauptstraße 130 (Karte)          | 2. Hälfte 19. Jahrhundert | Pfarrhaus Obergeschoss Fachwerk, Scheune in Fachwerkbauweise, baugeschichtlich, ortsgeschichtlich und straßenbildprägend von Bedeutung. - Wohnhaus: stattlicher Bau, Erdgeschoss massiv, hofseitig beide Obergeschosse Fachwerk, drei Seiten verschiefert, originale Fenstergrößen, Dach Schiefer, überdachter Treppenaufgang - Scheune: langer Baukörper, Fachwerk auf Feldsteinsockel, zweiriegelig, Schlitzfenster - Einfriedung: Bruchsteinmauer und Torpfeiler | 08955758 |
| Weitere Bilder                          | Dorfkirche und Kirchhof Marbach (Sachgesamtheit) | Hauptstraße 130 (hinter) (Karte) | 2. Hälfte 13. Jahrhundert | Sachgesamtheit Dorfkirche und Kirchhof Marbach mit folgenden Einzeldenkmalen: Kirche mit Ausstattung, Denkmal für die Gefallenen des Ersten Weltkrieges und Einfriedung des Kirchhofes (08955757) sowie Kirchhof als Sachgesamtheitsteil; bau- und ortsgeschichtlich von Bedeutung. - Bodenrelief: Plateau mit südlicher, nordwestlicher und nördlicher Einfriedungsmauer als Stützmauer - Erschließung: parallel zur nordwestlichen Einfriedungsmauer von Südwesten nach Nordosten ansteigender Zugangsweg zum Nordwesttor, Südostzufahrt zum Südosttor, vom Nordwesttor ansteigender Weg zur Südwestseite der Kirche und weiter zum Südosttor führend, von der Kirche zur Süd-Pforte geradliniger Weg mit hinabführender Treppe zum tiefer liegenden Weg zwischen südlicher Einfriedungsmauer und Nord-Fassade des Pfarrhauses - Gehölze: im Südosten der Kirche Baumgruppe (zwei Winter- und eine Sommerlinde), im Nordosten der Kirche Baumgruppe (zwei Rosskastanien, eine rotblühende Kastanie), im Süd-Bereich des Kirchhofs ein Solitärbaum (Trauerweide), im SW der Kirche ein Solitärbaum (rotblühende Kastanie) und eine Konifere (Eibe), am NW-Tor ein Solitärbaum (Roteiche), an der Krone des Südwestabschnittes der nordwestlichen Einfriedungsmauer Hecke (durchgewachsene Hainbuchen), an der Krone des West-Abschnittes der südlichen Einfriedungsmauer Sträucher (Flieder und Rosen) Anmerkung: beide Tore mit je zwei neuen Torflügeln als Stahlkonstruktion.                                           | 09300398 |
| Weitere Bilder                          | Kirche mit Ausstattung, Denkmal für die Gefallenen des Ersten Weltkrieges sowie Einfriedung des Kirchhofes (Einzeldenkmale der Sachgesamtheit 09300398) | Hauptstraße 130 (hinter) (Karte) | 17.–19. Jahrhundert (Gemälde); Anfang 19. Jahrhundert (Taufe); Ende 19. Jahrhundert (Kirchenfenster); 1803 (Kanzelaltar); nach 1918 (Kriegerdenkmal); 1922 (Orgel) | Einzeldenkmale der Sachgesamtheit Kirche und Kirchhof Marbach; barocke Saalkirche mit frühgotischem Westturm, bau- und ortsgeschichtlich von Bedeutung. Schlichte barocke Saalkirche mit frühgotischem Westturm, am Saal Segmentbogenfenster, im Innern bemalte Decke, Medaillons mit Evangelistensymbolen, Ende 19. Jahrhundert. An den Längsseiten dreigeschossige Emporen, neben dem Altar Logen. Kanzelaltar, 1803, weiß und golden gefasst, kelchförmige Taufe aus Holz, Anfang 19. Jahrhundert, spätgotisches Kruzifix, an der Ostwand zwei Buntglasfenster, Christus als guter Hirte und als Sämann, Ende 19. Jahrhundert, Pfarrerbildnisse 17.–19. Jahrhundert, Jehmlich-Orgel, um 1922, Kirche des Monat März 2016 gewählt von Stiftung zur Bewahrung kirchlicher Baudenkmäler, einhergehend finanzielle Unterstützung, | 08955757 |
| Direkt Bild zu diesem Denkmal hochladen | Nördliches Seitengebäude, Torbogen und südliche Scheune eines Dreiseithofes                                                                             | Hauptstraße 140 (Karte)          | Um 1879 (Seitengebäude); bezeichnet mit 1879 im Schlussstein (Torbogen); bezeichnet mit 1912 (Scheune)                                                             | Beide Gebäude Obergeschoss Fachwerk, Teil der alten Ortsstruktur, bau- und wirtschaftsgeschichtlich von Bedeutung. - Seitengebäude: Erdgeschoss massiv, Sandsteingewände, Kumthalle, Obergeschoss Fachwerk, saniert - Scheune: Erdgeschoss massiv, zwei große Tore mit Schlussstein, Obergeschoss Fachwerk, Torbogen mit Schlussstein | 08955766 |
| Direkt Bild zu diesem Denkmal hochladen | Südwestliches Seitengebäude und südöstliche Scheune eines ehemaligen Vierseithofes                                                                      | Hauptstraße 163 (Karte)          | Mitte 19. Jahrhundert | Beide Gebäude in Fachwerkbauweise, Teil der alten Ortsstruktur, bau- und wirtschaftsgeschichtlich von Bedeutung. - Scheune: zweigeschossig, Fachwerk, verbrettert, Giebel verschiefert - Seitengebäude: Erdgeschoss massiv (verändert), Obergeschoss Fachwerk - Stallscheune (Abbruch vor 2013): Erdgeschoss massiv, Obergeschoss Fachwerk, verbrettert, Schieferdach | 08955774 |
| Direkt Bild zu diesem Denkmal hochladen | Wohnstallhaus | Hauptstraße 171 (Karte)          | 1840er Jahre | Obergeschoss Fachwerk, baugeschichtlich und straßenbildprägend von Bedeutung. Erdgeschoss Bruchstein, verputzt, Sandsteingewände, korbbogiger Türsturz mit Schlussstein (bezeichnet mit 184…), Obergeschoss zwei Seiten Fachwerk, die Giebel massiv. | 08955759 |
| Direkt Bild zu diesem Denkmal hochladen | Wohnstallhaus, westliches und östliches Seitengebäude und Scheune eines Vierseithofes sowie Zufahrtsbrücke über den Marienbach                          | Hauptstraße 174 (Karte)          | Ende 19. Jahrhundert | Regionaltypische Putz- und Fachwerkbauten, Teil der alten Ortsstruktur, heimatgeschichtlich von Bedeutung. - Wohnstallhaus: massiv, verputzt, Sandsteingewände, Drempel, Lastenaufzug, originale Fenster - Scheune: Erdgeschoss massiv, sonst Fachwerk - Nebengebäude: Erdgeschoss massiv, Sandsteingewände, Obergeschoss Fachwerk, Vorbau im Heimatstil mit Zwerchhaus, teils verbrettert Der Gebäudebestand der Hofanlage stammt aus der zweiten Hälfte des 19. Jahrhunderts und dem frühen 20. Jahrhundert. Das auf der nördlichen Hofseite stehende Wohnstallhaus ist ein zweigeschossiger massiver Putzbau mit Satteldach und schlichter Fassadengestaltung. Ebenfalls als verputzter Massivbau (Bruchstein- und Ziegelmauerwerk) ist das östliche Seitengebäude ausgeführt, es steht in baulicher Verbindung mit dem Wohnstallhaus. Sein Stallteil ist mit Preußischen Kappen auf eisernen Pfeilern überdeckt. Scheune und westliches Seitengebäude sind Fachbauten mit massiven Erdgeschossen. Das westliche Seitengebäude (ehemaliger Pferdestall) hat auf der Hofseite einen wohl um 1910/15 entstandenen Anbau in Formen des Heimatstils. Zu der etwas abseits der Straße gelegenen Hofanlage führt eine Zufahrt mit einer Steinbogenbrücke über den Marienbach. Die geschlossen erhaltene Hofanlage dokumentiert die Entwicklung der ländlichen Bau- und Lebensweise in jüngerer Vergangenheit in der Region Mittelsachsen, speziell im Erzgebirgsvorland. Hierdurch erlangt sie heimatgeschichtliche Bedeutung. | 08955764 |
| Direkt Bild zu diesem Denkmal hochladen | Brauereigebäude des ehemaligen Ritterguts | Hauptstraße 190 (Karte)          | Bezeichnet mit 1848 im Türsturz | Mächtiger Baukörper mit Krüppelwalmdach, baugeschichtlich, ortsgeschichtlich und straßenbildprägend von Bedeutung. Großer dreigeschossiger Bau, traufständig, verputzter Bruchstein mit Sandsteingewänden, Fries am Giebel, Krüppelwalmdach. | 08955763 |
| Direkt Bild zu diesem Denkmal hochladen | Bauernhaus | Rosentalstraße 20 (Karte)        | Mitte 19. Jahrhundert | Obergeschoss Fachwerk, baugeschichtlich von Bedeutung, heimatgeschichtlicher Wert. Erdgeschoss massiv, Garage, teils noch Steingewände, Obergeschoss zwei Seiten Fachwerk, Frackdach, Giebeldreieck verkleidet. | 08955768 |
|                                         | Wohnhaus mit Gedenktafel | Rosentalstraße 29 (Karte)        | Bezeichnet mit 1901 | Ehemals Schule, Putzbau mit Eckquaderung, Walmdach, bau- und ortsgeschichtlich von Bedeutung. - Wohnhaus: zweigeschossiger Putzbau auf Porphyrpolygonsockel, Sandsteingewände, Eckquaderung, flacher Risalit mit Portal – originale Tür – und Giebelzier, Walmdach - Tafel: „Diese Uhr wurde gestiftet zum Andenken an den Pionier Paul Limbach, gefallen im 26. Lebensjahre im Kampfe fürs Vaterland am 8. Juni 1916 bei Verdun.“ | 08955770 |
| Direkt Bild zu diesem Denkmal hochladen | Wohnhaus | Rosentalstraße 34 (Karte)        | Mitte 19. Jahrhundert | Obergeschoss Fachwerk verbrettert, Teil der alten Ortsstruktur, baugeschichtlich von Bedeutung. Erdgeschoss massiv, Steingewände, Obergeschoss Fachwerk, verputzt/verbrettert, alte Fenstergrößen. | 08955773 |
| Direkt Bild zu diesem Denkmal hochladen | Südliches Seitengebäude und östliche Scheune eines Dreiseithofes                                                                                        | Rosentalstraße 38 (Karte)        | Anfang 19. Jahrhundert | Beide Gebäude mit Fachwerkkonstruktion, Teil der alten Ortsstruktur, bau- und sozialgeschichtlich von Bedeutung. - Scheune: Fachwerk auf Steinsockel, teils verputzt, originale Fenster, Dach Schiefer - Nebengebäude: Erdgeschoss massiv, Obergeschoss Fachwerk, Mitteldrehflügelfenster, Dach Schiefer | 08955771 |
| Direkt Bild zu diesem Denkmal hochladen | Häuslerhaus | Rosentalstraße 41 (Karte)        | 1. Hälfte 19. Jahrhundert | Obergeschoss Fachwerk verbrettert, bau- und sozialgeschichtlich von Bedeutung, heimatgeschichtlicher Wert Erdgeschoss Bruchsteine, verputzt, Holztürgewände, Obergeschoss Fachwerk, verbrettert, Frackdach. | 08955772 |

## Mobendorf
| Bild                                    | Bezeichnung                                                                      | Lage                               | Datierung                                                              | Beschreibung | ID       |
| --------------------------------------- | -------------------------------------------------------------------------------- | ---------------------------------- | ---------------------------------------------------------------------- | --- | -------- |
| Direkt Bild zu diesem Denkmal hochladen | Westliches Wohnstallhaus eines Dreiseithofes                                     | Goßberger Straße 3 (Karte)         | 1. Drittel 19. Jahrhundert                                             | Weitgehend intaktes ländliches Wohnhaus, Fachwerkkonstruktion zum Hof hin sichtbar, ansonsten verkleidet, bau- und sozialgeschichtlich von Bedeutung. Zweigeschossig, Satteldach, kleine Fensteröffnungen, alte Holzfenster, Fachwerk mit Lehmausfachungen. Ehemals falsch erfasst unter Nummer 2 | 09244342 |
| Direkt Bild zu diesem Denkmal hochladen | Nordöstliches Seitengebäude eines Dreiseithofes                                  | Heumühlenstraße 4 (Karte)          | 1. Viertel 19. Jahrhundert                                             | Weitgehend in ursprünglicher Form erhaltenes Gebäude mit sichtbarer Fachwerkkonstruktion und weiteren originalen Baudetails, baugeschichtlich von Bedeutung. Zweigeschossig, steiles Satteldach, Erdgeschoss beeinträchtigt durch Garageneinbau, im Obergeschoss kräftiges regelmäßiges Fachwerk mit zahlreichen Streben, alte Drehflügelfenster. | 09244339 |
| Direkt Bild zu diesem Denkmal hochladen | Wohnstallhaus eines Dreiseithofes                                                | Richard-Witzsch-Straße 95 (Karte)  | 1. Drittel 19. Jahrhundert                                             | Durch seine sichtbare Fachwerkkonstruktion, die weitgehend erhaltene Baukörperform und Fassadenaufteilung baugeschichtlich von Bedeutung. Zweigeschossiges Gebäude in erhöhter Lage, hohes Satteldach, Erdgeschoss unterfahren (Ziegelmauerwerk), Obergeschoss kräftiges einfaches Fachwerk mit wenigen Streben, alte Holzfenster, Giebelseite holzverschalt. | 09244337 |
| Direkt Bild zu diesem Denkmal hochladen | Häuslerhaus und Seitengebäude                                                    | Richard-Witzsch-Straße 96 (Karte)  | Bezeichnet mit 1829 (Wohnhaus); Anfang 20. Jahrhundert (Seitengebäude) | Wohnhaus in Baukörperform und Fassadenaufteilung weitgehend original erhalten, Seitengebäude ehemalige Schmiede, bau- und sozialgeschichtlich von Bedeutung, in ortsbildprägender Situation an einer Weggabelung. Zweigeschossiger, vergleichsweise großer Bau, hohes Krüppelwalmdach, Schieferdeckung, Fassaden allseitig verputzt, geringfügig überformt, alte Holztür und zahlreiche Holzfenster erhalten, Seitengebäude umschließen L-förmig kleinen Hof mit zum Teil originaler Pflasterung. | 09244336 |
| Direkt Bild zu diesem Denkmal hochladen | Häusleranwesen                                                                   | Richard-Witzsch-Straße 97 (Karte)  | Erstes Viertel 19. Jahrhundert                                         | Wertvoll auf Grund seines weitestgehend originalen Zustandes und der sichtbaren Fachwerkkonstruktion, baugeschichtlich von Bedeutung. Zweigeschossig, hohes Satteldach, originale Fenstergrößen, im Obergeschoss einfaches regelmäßiges Fachwerk mit wenigen Streben, Giebel holzverschalt mit alten Holzfenstern. | 09244335 |
|                                         | Häuslerhaus                                                                      | Richard-Witzsch-Straße 99 (Karte)  | 1. Drittel 19. Jahrhundert                                             | Kleines Wohnhaus, bemerkenswert durch sichtbare Fachwerkkonstruktion auch in Teilen des Erdgeschosses, weitestgehend original erhalten, baugeschichtlich von Bedeutung. Zweigeschossig, steiles Satteldach, Erdgeschoss links Mauerwerk, rechts Fachwerk, im Obergeschoss kräftiges Fachwerk mit wenigen Streben, alte Holztür und Holzfenster durchgängig erhalten, sichtbares Fachwerk mit Lehmausfachungen auch an der rechten Giebelseite.                                                    | 09244338 |
|                                         | Ehemalige Schule                                                                 | Richard-Witzsch-Straße 102 (Karte) | 2. Drittel 19. Jahrhundert                                             | Weitestgehend original erhaltener, für das Ortsbild bestimmender Bau, bau- und ortsgeschichtlich von Bedeutung. Breit gelagerter Bau, zweigeschossig, acht Fensterachsen, mäßig steiles Satteldach, Zugang auf der Giebelseite, Rundbogenportal, Fenster mit Steingewände, davon einige vermauert, zwei Kreuzstockfenster erhalten, kleiner verschieferter Glockenturm mit Uhr über dem Giebel, ganz in Bruchstein gemauert.                                                                      | 09244492 |
| Direkt Bild zu diesem Denkmal hochladen | Südwestliches Wohnstallhaus eines Vierseithofes                                  | Richard-Witzsch-Straße 125 (Karte) | 1800                                                                   | Weitgehend in originalem Zustand, Fachwerk unter Putz noch vorhanden, baugeschichtlich von Bedeutung. Langgestreckt, zweigeschossig, hohes Satteldach mit kurzem beidseitigem Krüppelwalm, im Erdgeschoss leicht verändert, im Obergeschoss noch ursprüngliche Fensterfolge, Giebel holzverschalt. | 09244332 |
| Direkt Bild zu diesem Denkmal hochladen | Häuslerhaus                                                                      | Richard-Witzsch-Straße 127 (Karte) | 18. Jahrhundert                                                        | Einfaches ländliches Wohnhaus mit sichtbarer Fachwerkkonstruktion, mit Verblattungen, wertvoll auf Grund seines Alters, baugeschichtlich von Bedeutung. Zweigeschossig, hohes Satteldach, Erdgeschoss überwiegend Ziegelmauerwerk, Fachwerk im Obergeschoss auf drei Seiten erhalten, straßenseitig durch spätere Fenster verändert, sehr schräge Streben mit Rähm verblattet. | 09244331 |
| Direkt Bild zu diesem Denkmal hochladen | Nordwestliches Wohnstallhaus und südwestliches Seitengebäude eines Vierseithofes | Ziegerhäuser 3 (Karte)             | 3. Viertel 19. Jahrhundert                                             | Weitgehend im originalen Zustand erhaltene Anlage, Wohnstallhaus mit rückwärtig angeschlossenem Backhaus, Fachwerk unter Verkleidung noch vorhanden, bau- und wirtschaftsgeschichtlich von Bedeutung. - Wohnstallhaus: zweigeschossig mit Satteldach, originale Fassadenaufteilung weitgehend erhalten - Seitengebäude: mit sichtbarer Fachwerkkonstruktion, durch Vorbau beeinträchtigt | 09244343 |

## Naundorf
| Bild                                    | Bezeichnung                                | Lage                        | Datierung                 | Beschreibung | ID       |
| --------------------------------------- | ------------------------------------------ | --------------------------- | ------------------------- | --- | -------- |
| Direkt Bild zu diesem Denkmal hochladen | Wohnstallhaus und Scheune eines Hakenhofes | Alte Schulstraße 7 (Karte)  | Ende 18. Jahrhundert      | Eines der wenigen Fachwerkgehöfte im Ort, bau- und sozialgeschichtlich von Bedeutung. - Wohnstallhaus: alter Baukörper, Erdgeschoss massiv, Steingewände, Obergeschoss drei Seiten Fachwerk, sehr kleine Fenster, verputzt, Anbau - Scheune: Fachwerk, teils verbrettert, desolat | 08955729 |
| Direkt Bild zu diesem Denkmal hochladen | Wohnhaus                                   | Alte Schulstraße 16 (Karte) | 2. Hälfte 19. Jahrhundert | Obergeschoss Fachwerk, baugeschichtlich und ortsbildprägend von Bedeutung. Erdgeschoss massiv, Steingewände, Obergeschoss drei Seiten Fachwerk, doppelte Biberschwanzdeckung. Stand bis 2006 unter der falschen Hausnummer 28 in der Liste.                                       | 08955730 |

## Pappendorf
| Bild                                    | Bezeichnung | Lage                                  | Datierung | Beschreibung | ID       |
| --------------------------------------- | --- | ------------------------------------- | --- | --- | -------- |
| Direkt Bild zu diesem Denkmal hochladen | Südliches Seitengebäude mit Oberlaube eines Vierseithofes | Badstraße 11 (Karte)                  | Um 1800 | Weitgehend original erhaltenes Gebäude, wertvoll auf Grund vorkragender Oberlaube, baugeschichtlich von Bedeutung. Zweigeschossiger, lang gestreckter Bau, hohes Satteldach, linker Teil stark überformt, Obergeschoss verschalt, von innen Fachwerk, Lehmausfachungen sichtbar, Giebelseite Erdgeschoss Bruchstein, alte Schiebefenster erhalten. | 09244367 |
| Direkt Bild zu diesem Denkmal hochladen | Kriegerdenkmal für die Gefallenen der Kriege 1866 und 1870/71 | Mühlstraße (Karte)                    | 1873 | Obelisk auf Sockel mit Inschriftentafeln, ortsgeschichtlich von Bedeutung. Über zwei Treppenstufen erhebt sich der kubische Sockel, darauf der Obelisk mit Wappen, Lorbeerkranz, als Bekrönung ein Adler, ein eisernes Gitter umschließt das Ganze. | 09244347 |
| Weitere Bilder                          | Steinbogenbrücke | Mühlstraße (Karte)                    | Bezeichnet mit 1719                                                                                             | Zweibogige, ansteigende Brücke aus Bruchstein über die Große Striegis, baugeschichtlich, technik- und ortsgeschichtlich von Bedeutung. Zweibogige Bruchsteinbrücke zur Überführung der Straße Nossen–Hainichen, 1719 als Ersatzbau einer älteren Brücke (Baujahr vmtl. 1623, vgl. Bezeichnung eines älteren Schlusssteins) errichtet, runde, bastionsartige Pfeilervorlagen, es entstehen zwei balkonartige Buchten, massive Brüstungen, verputzt, flussabwärts Schlussstein mit Jahreszahl, Bruchsteine: zumeist Kalkstein, Brückenlänge: 24,9 m (mit rampenartiger Zufahrt 53 m), Höhe der Fahrbahn über Wasser: 6,5 m, Breite: 4,3 m, bereits in der DDR-Bezirksdenkmalliste des Kreises Hainichen als Denkmal verzeichnet, galt als eines der bedeutendsten Bauwerke der Ingenieurbaukunst des Bezirks. | 09244345 |
| Weitere Bilder                          | Postmeilensäule | Mühlstraße (Karte)                    | Vor 2022 (Kopie), Original bezeichnet mit 1727                                                                  | Kursächsische Postmeilensäulen (Sachgesamtheit), Kopie einer Ganzmeilensäule, Nummer 20, 1727, Postkurs Nossen–Chemnitz, verkehrsgeschichtlich von Bedeutung | 09304928 |
| Weitere Bilder                          | Dorfkirche und Kirchhof Pappendorf (Sachgesamtheit) | Mühlstraße (Karte)                    | 1772 | Sachgesamtheit Dorfkirche und Kirchhof Pappendorf mit folgenden Einzeldenkmalen: Kirche, Kirchhofsmauer, Denkmal für die Gefallenen des Ersten Weltkrieges, vier Grabmale und zwei Solitärbäume am Kirchhofstor (09244351) sowie Kirchhof als Sachgesamtheitsteil; baugeschichtlich, ortsgeschichtlich und ortsbildprägend von Bedeutung. Kirchhof mit schönem alten Baumbestand, Baumpaar aus Winter-Linden (Tilia cordata) flankiert den Eingang zur Kirche. | 09300405 |
| Weitere Bilder                          | Kirche mit Ausstattung, Kirchhofsmauer, Denkmal für die Gefallenen des Ersten Weltkrieges und vier Grabmale sowie zwei Solitärbäume am Kirchhofstor (Einzeldenkmale der Sachgesamtheit 09300405) | Mühlstraße (Karte)                    | 1772 (oberer Teil des Kirchturms); 1839 (Neubau Kirche außer Turm, Kanzelaltar und Taufe); 1840 (Orgelprospekt) | Einzeldenkmale der Sachgesamtheit Dorfkirche und Kirchhof Pappendorf; qualitätvolle Saalkirche mit querrechteckigem Westturm mit geschweiftem Haubendach, baugeschichtlich und ortshistorisch von Bedeutung. - Kirche: schlichte qualitätvolle Saalkirche mit querrechteckigem Westturm mit geschweiftem Haubendach, an markanter Stelle im Dorfkern auf einer Anhöhe liegend, 1839 Umbau der Kirche durch Kirchenbaumeister Uhlig, Westturm im Kern mittelalterlich, der obere Teil von 1772 mit Schieferdach, verschiefertes Uhrentürmchen mit Haubendach, rechteckiges Langhaus mit geradem Ostabschluss, hohe Rundbogenfenster, Dach verschiefert - Innenraum: längsrechteckiger Saal mit bemerkenswerten Holzeinbauten – zweigeschossige Holzemporen, links und rechts vom Altar verglaste Gebetshäuschen mit geschwungenen Fenstersprossen, hinter dem Altar zwei Rundsäulen auf Postamenten mit korinthischen Kapitellen, Gebälk und Dreiecksgiebel, links und rechts vorschwingende Gebetshäuschen, Orgelempore schwingt in den Kirchenraum vor (Jeheber-Orgel aus Friedebach), in Sakristei: kleiner Altar um 1700, Leuchter von 1880, zwei Kelche (wurden vor zwei Jahren gestohlen) - Kirchhof: mit schönem altem Baumbestand, Gedenkstein für die Gefallenen des Ersten Weltkrieges, ein Wandgrabmal mit Engel für Lina und Olga Richter (nach 1909), ein Sarkophaggrabmal (Inschrift verwittert), Metallkreuz für Charlotte Friedericke (?, nach 1839), Friedhofsmauer aus Bruchstein, Wandgrabmal mit bildlicher Darstellung | 09244351 |
| Weitere Bilder                          | Pfarrhaus und Nebengebäude | Mühlstraße 3 (Karte)                  | Mitte 18. Jahrhundert (Pfarrhaus); 1873 (Seitengebäude)                                                         | Pfarrhaus mit verbrettertem Fachwerkobergeschoss und hohem Walmdach, Nebengebäude ebenfalls mit Fachwerkobergeschoss, baugeschichtlich, ortsgeschichtlich und ortsbildprägend von Bedeutung. - Pfarrhaus: zweigeschossig mit Walmdach, Erdgeschoss in Stein mit Segmentbogenportal und Fenstergewänden aus Porphyr, Obergeschoss Fachwerk verbrettert, ursprünglich Fledermausgaupen, originale Fenster - Seitengebäude: zweigeschossig mit Satteldach, Obergeschoss mit Sichtfachwerk - Scheune: durch Garageneinbauten verändert | 09244348 |
| Direkt Bild zu diesem Denkmal hochladen | Schubert-Mühle mit vorhandener Mühlentechnik | Mühlstraße 7 (Karte)                  | 2. Viertel 19. Jahrhundert                                                                                      | Markantes großes Gebäude mit hohem, steilem Schopfwalmdach, baugeschichtlich, orts- und technikgeschichtlich von Bedeutung. Zweigeschossiger Bau mit steilem Schopfwalmdach, Gebäude ist zur Straße hin verputzt, rückwärtig sichtbares Fachwerk im Obergeschoss, Mühlentechnik noch vorhanden, Mühle noch in Betrieb, zum Teil Porphyrgewände, traufständig zur Straße, Kreuzstockfenster im Giebel. | 09244350 |
| Direkt Bild zu diesem Denkmal hochladen | Häuslerhaus | Richard-Witzsch-Straße 14 (Karte)     | 1621/1625 Dendro                                                                                                | Auf Grund seines hohen Alters und der seltenen Fachwerkkonstruktion (Ständerbau) besonders hochwertiges Gebäude, bedeutsam für das Ortsbild durch seine Lage an der Durchgangsstraße, bau- und hausgeschichtlich von Bedeutung. Zweigeschossiges Gebäude mit steilem Satteldach, westlich als Frackdach ausgebildet, früher Ständerbau, Erdgeschoss Mauerwerk verputzt, 1828 überformt und unterfahren, gedrungenes Fachwerk mit Andreaskreuzen in der Brüstungszone, darüber Kopfbänder (verblattet), östlicher Giebel mit Kopfstreben und „Stehendem Mann“. | 09244363 |
| Direkt Bild zu diesem Denkmal hochladen | Wohnstallhaus und Scheune eines Bauernhofes | Richard-Witzsch-Straße 17 (Karte)     | Anfang 19. Jahrhundert (Wohnstallhaus); 2. Drittel 19. Jahrhundert (Scheune)                                    | Weitgehend original erhaltene Hofanlage, beide Gebäude mit sichtbarer Fachwerkkonstruktion, bau- und wirtschaftsgeschichtlich von Bedeutung. - Wohnstallhaus: zweigeschossig, steiles Satteldach, Giebelseiten und Erdgeschoss in Mauerwerk (verputzt), alte Holzfenster, strenges, strebenarmes Fachwerk - Scheune: mäßig hohes Satteldach, einfaches Fachwerk, Giebelseite holzverschalt | 09244356 |
| Direkt Bild zu diesem Denkmal hochladen | Häuslerhaus | Richard-Witzsch-Straße 19 (Karte)     | Anfang 19. Jahrhundert                                                                                          | Auf Grund seines weitgehend originalen Erhaltungszustandes bemerkenswertes Gebäude mit beidseitig sichtbarer Fachwerkkonstruktion, baugeschichtlich von Bedeutung. Zweigeschossig, Satteldach, Erdgeschoss aufgemauert, Giebelseiten verschalt, alte Holzfenster, einfaches, strebenarmes Fachwerk. | 09244358 |
| Direkt Bild zu diesem Denkmal hochladen | Wohnhaus (mit zwei Anschriften) | Richard-Witzsch-Straße 22, 23 (Karte) | 1. Drittel 19. Jahrhundert                                                                                      | Obergeschoss Fachwerk verkleidet, Baukörperform und Fassadenaufteilung original, baugeschichtlich von Bedeutung. Zweigeschossig mit Satteldach, beide Häuser mit je fünf Fensterachsen, Nummer 22 noch mit alten Holzfenstern, hier späterer Ladeneinbau, Nummer 23 mit Porphyrgewänden, Portal mit vorkragender Verdachung. | 09244357 |
| Direkt Bild zu diesem Denkmal hochladen | Gasthof (Gaststätte Hirschbachtal) | Richard-Witzsch-Straße 30 (Karte)     | Um 1800 | Obergeschoss Fachwerk verkleidet, markante Lage in Ortsmitte, bau- und ortsgeschichtlich von Bedeutung. Zweigeschossig, hohes Satteldach, Erdgeschoss Mauerwerk, verputzt, zum Teil Porphyrgewände, historische Baukörperform und Fassadenaufteilung unverändert, alte Holzfenster, rückwärtig späterer Saalanbau. | 09244361 |
| Direkt Bild zu diesem Denkmal hochladen | Wohnhaus | Richard-Witzsch-Straße 42 (Karte)     | 2. Drittel 19. Jahrhundert                                                                                      | Obergeschoss Fachwerk, baugeschichtlich und straßenbildprägend von Bedeutung. Zweigeschossiger Bau mit Satteldach, traufständig zur Straße, Erdgeschoss in Stein, Fenstergewände profiliert, Portal mit Dreiecksverdachung, Obergeschoss in Fachwerkkonstruktion. | 09244354 |
| Direkt Bild zu diesem Denkmal hochladen | Östliches Seitengebäude eines Dreiseithofes | Richard-Witzsch-Straße 47 (Karte)     | Um 1800 | Obergeschoss Fachwerk verbrettert, heimatgeschichtlich von Bedeutung. - Seitengebäude: Erdgeschoss in Stein, Eingang mit Segmentbogenabschluss, originale Fenster, Obergeschoss verbrettert, dahinter vermutlich Fachwerk, steiles Satteldach - Scheune (2020 oder 2021 abgerissen): Fachwerkkonstruktion, später Drempelgeschoss hinzugefügt, sich kreuzende Streben, Verblattungen, Schieferdach | 09244352 |
| Direkt Bild zu diesem Denkmal hochladen | Fabrikantenvilla | Richard-Witzsch-Straße 80 (Karte)     | Anfang 20. Jahrhundert                                                                                          | Sehr aufwendig gestaltetes Gebäude mit kunstvoll vorgeblendeten, geschweiften Fachwerkelementen in den Giebeln, baugeschichtlich von Bedeutung. Eingeschossiger Bau mit Krüppelwalmdach, Dacherker mit Fachwerkelementen, kunstvolle Schmiedegitter mit Anklängen an Jugendstilformen, Schleppgaupen. | 09244359 |
| Weitere Bilder                          | Postmeilensäule | S 34 (Karte)                          | Vor 2022 (Kopie), Original bezeichnet mit 1727                                                                  | Kursächsische Postmeilensäulen (Sachgesamtheit), Kopie eines Viertelmeilensteins von 1727, Nachbildung des Viertelmeilensteines mit der Reihennummer Nummer 19 des Postkurs Nossen–Chemnitz, verkehrsgeschichtlich von Bedeutung | 09304929 |

## Schmalbach
| Bild                                    | Bezeichnung | Lage                          | Datierung                                                                               | Beschreibung | ID       |
| --------------------------------------- | --- | ----------------------------- | --------------------------------------------------------------------------------------- | --- | -------- |
| Direkt Bild zu diesem Denkmal hochladen | Häuslerhaus | Hirschstraße 3 (Karte)        | 18. Jahrhundert                                                                         | Sehr ursprüngliches Wohnhaus mit Fachwerkkonstruktion im Obergeschoss, baugeschichtlich und straßenbildprägend von Bedeutung. Zweigeschossiger Bau mit Satteldach, Erdgeschoss in Stein, Obergeschoß in Fachwerkkonstruktion mit Lehmgefachen, ausgeprägtes Fachwerk mit Kopfstreben, rückwärtig verbrettert. | 09244378 |
| Direkt Bild zu diesem Denkmal hochladen | Östliches und westliches Seitengebäude sowie südliche Scheune eines Vierseithofes                                                        | Hirschstraße 10 (Karte)       | Um 1800 (Scheune und Seitengebäude); Ende 19. Jahrhundert (Seitengebäude)               | Geschlossene, repräsentative Hofanlage, weitestgehend in seinem Originalzustand, mit gut erhaltenen Fachwerkgebäuden, bau- und wirtschaftsgeschichtlich von Bedeutung. - Seitengebäude 1: zweigeschossig, mit Mittelrisalit, Dreiecksgiebel, Satteldach - Scheune: in Fachwerk, mit steilem Satteldach - Seitengebäude 2: Kuhstall, reiches Fachwerk in gutem Zustand, Dach mit Schiefer gedeckt, ein Seitengebäude saniert | 09244377 |
| Direkt Bild zu diesem Denkmal hochladen | Westliches Wohnstallhaus und nördliches Seitengebäude eines ehemaligen Vierseithofes                                                     | Hirschstraße 12 (Karte)       | 2. Hälfte 18. Jahrhundert (Wohnstallhaus); Anfang 19. Jahrhundert (Seitengebäude)       | Sehr gut erhaltenes Wohnstallhaus mit kräftigem Fachwerkobergeschoss und relativ steilem Dach, Seitengebäude weitgehend im Originalzustand, bau- und wirtschaftsgeschichtlich von Bedeutung. - Wohnstallhaus: zweigeschossig, mit steilem Satteldach, Erdgeschoss in Bruchstein, alte Fenstereinteilung - Seitengebäude: Erdgeschoss in Bruchstein, Obergeschoß schlichtes Fachwerk mit Lehmgefachen, zum Teil originale Fenster, in schlechtem baulichem Zustand | 09244380 |
| Direkt Bild zu diesem Denkmal hochladen | Westliches Wohnstallhaus und südliches Seitengebäude sowie Haus für die Viehwaage eines ehemaligen Vierseithofes (ehemaliges Erbgericht) | Hirschstraße 13 (Karte)       | Bezeichnet mit 1894                                                                     | Ursprüngliche große repräsentative Anlage eines Gutes, davon zwei Gebäude durch Brand im Juli 2000 vernichtet, bau- und wirtschaftsgeschichtlich von Bedeutung. - Scheune: Sockel aus Stein, darüber Fachwerkkonstruktion, abgebrannt - Seitengebäude 1: Erdgeschoss gemauert, Obergeschoss Fachwerk, Tor mit breitem Korbbogen, Mittelteil leicht vorgezogen mit Dreiecksgiebel und Uhrentürmchen, sehr repräsentativ, abgebrannt - Seitengebäude 2: Pferdestall, Erdgeschoss gemauert mit Kummethalle (zwei Bögen), Obergeschoss in Fachwerk - Seitengebäude 3: steht mitten im Hof, mit Walmdach, darin stand die Viehwaage - Wohnhaus: schlichter Bau mit zwei Geschossen, Satteldach, Backsteinfries am Dachgesims | 09244379 |
| Direkt Bild zu diesem Denkmal hochladen | Westliches Wohnstallhaus, südliches und östliches Seitengebäude eines Vierseithofes                                                      | Schmalbacher Straße 5 (Karte) | 18. Jahrhundert (Wohnstallhaus); um 1800 (1. Seitengebäude); um 1900 (2. Seitengebäude) | Alle Gebäude in Fachwerkbauweise, beherrschende Lage im Ortsbild, bau-, sozial- und wirtschaftsgeschichtlich von Bedeutung - Wohnstallhaus: zweigeschossig, steiles Satteldach, sehr stämmiges Fachwerk im Obergeschoss, originale Fenstergrößen, Seitengebäude: zweigeschossig, mit Satteldach, ebenfalls recht stämmiges Fachwerk im Obergeschoss - Pferdestall: Erdgeschoss Bruchstein und Ziegel, mit Kummethalle, Obergeschoss holzverschalt - Scheune: mit Drempelgeschoss, Lehmausfachungen, originale Hofpflasterung zum Teil erhalten, Abbruch vor 2010 Gesamte Anlage leerstehend und in prekärem Zustand, Stallscheune saniert, restliche Gebäude gefährdet.                                                 | 09244384 |

## Ehemalige Denkmäler

### Ehemaliges Denkmal (Marbach)
| Bild                                    | Bezeichnung               | Lage                  | Datierung              | Beschreibung | ID       |
| --------------------------------------- | ------------------------- | --------------------- | ---------------------- | --- | -------- |
| Direkt Bild zu diesem Denkmal hochladen | Wohnhaus eines Hakenhofes | Hauptstraße 4 (Karte) | Anfang 19. Jahrhundert | Obergeschoss Fachwerk, Teil der alten Ortsstruktur, baugeschichtlich von Bedeutung. Erdgeschoss massiv, verändert, Obergeschoss Fachwerk, Giebeldreieck verbrettert, Dach Schiefer. 2020 abgerissen. | 08955801 |

### Ehemaliges Denkmal (Pappendorf)
| Bild                                    | Bezeichnung                        | Lage                              | Datierung                 | Beschreibung | ID       |
| --------------------------------------- | ---------------------------------- | --------------------------------- | ------------------------- | --- | -------- |
| Direkt Bild zu diesem Denkmal hochladen | Wohnhaus und Scheune eines Gehöfts | Richard-Witzsch-Straße 67 (Karte) | 1. Hälfte 19. Jahrhundert | Wohnhaus Obergeschoss Fachwerk verkleidet, Scheune verbretterte Holzkonstruktion, außerhalb des Dorfes auf einer Anhöhe und weithin sichtbar gelegenes Gehöft, baugeschichtlich von Bedeutung. - Wohnhaus: zweigeschossig mit Schopfwalmdach, eine Fassade völlig mit Kunstschiefer verkleidet - Scheune: kleinere Scheune verbrettert Zwischen 2017 und 2024 aus der Denkmalliste gestrichen. | 09244360 |

### Ehemaliges Denkmal (Schmalbach)
| Bild                                    | Bezeichnung                                  | Lage              | Datierung           | Beschreibung | ID       |
| --------------------------------------- | -------------------------------------------- | ----------------- | ------------------- | --- | -------- |
| Direkt Bild zu diesem Denkmal hochladen | Wohnstallhaus eines ehemaligen Dreiseithofes | Auenweg 6 (Karte) | Bezeichnet mit 1831 | Relativ kleines, noch original erhaltenes ländliches Wohngebäude mit sichtbarer Fachwerkkonstruktion im Obergeschoss, Zeugnis der Volksbaukunst, baugeschichtlich von Bedeutung. Zweigeschossig, mit hohem Satteldach, im Erdgeschoss Bruchstein, Portal mit Steingewänden, Stichbogen und Schlussstein, Obergeschoss strebenarmes Fachwerk mit Lehmausfachungen, Gebäude in sehr prekärem Zustand. Zwischen 2009 und 2014 abgerissen. | 09244381 |

## Tabellenlegende
- Bild: Bild des Kulturdenkmals, ggf. zusätzlich mit einem Link zu weiteren Fotos des Kulturdenkmals im Medienarchiv Wikimedia Commons. Wenn man auf das Kamerasymbol klickt, können Fotos zu Kulturdenkmalen aus dieser Liste hochgeladen werden:
- Bezeichnung: Denkmalgeschützte Objekte und ggf. Bauwerksname des Kulturdenkmals
- Lage: Straßenname und Hausnummer oder Flurstücknummer des Kulturdenkmals. Die Grundsortierung der Liste erfolgt nach dieser Adresse. Der Link (Karte) führt zu verschiedenen Kartendiensten mit der Position des Kulturdenkmals. Fehlt dieser Link, wurden die Koordinaten noch nicht eingetragen. Sind diese bekannt, können sie über ein Tool mit einer Kartenansicht einfach nachgetragen werden. In dieser Kartenansicht sind Kulturdenkmale ohne Koordinaten mit einem roten bzw. orangen Marker dargestellt und können durch Verschieben auf die richtige Position in der Karte mit Koordinaten versehen werden. Kulturdenkmale ohne Bild sind an einem blauen bzw. roten Marker erkennbar.
- Datierung: Baubeginn, Fertigstellung, Datum der Erstnennung oder grobe zeitliche Einordnung entsprechend des Eintrags in der sächsischen Denkmaldatenbank
- Beschreibung: Kurzcharakteristik des Kulturdenkmals entsprechend des Eintrags in der sächsischen Denkmaldatenbank, ggf. ergänzt durch die dort nur selten veröffentlichten Erfassungstexte oder zusätzliche Informationen
- ID: Vom Landesamt für Denkmalpflege Sachsen vergebene, das Kulturdenkmal eindeutig identifizierende Objekt-Nummer. Der Link führt zum PDF-Denkmaldokument des Landesamtes für Denkmalpflege Sachsen. Bei ehemaligen Kulturdenkmalen können die Objektnummern unbekannt sein und deshalb fehlen bzw. die Links von aus der Datenbank entfernten Objektnummern ins Leere führen. Ein ggf. vorhandenes Icon  führt zu den Angaben des Kulturdenkmals bei Wikidata.

## Ausführliche Denkmaltexte
1. ↑  Vierseithof Südstraße 4 in Berbersdorf:

Der Ort Berbersdorf, vermutlich bereits vor der Gründung des Klosters Altzella gegründet, wurde 1428 erstmals urkundlich erwähnt. Während sich im Tal entlang des Dorfbaches vorwiegend Häusleranwesen befinden, prägen große Vierseithöfe die Anhöhen und geben dem typischen Waldhufendorf seinen unverwechselbaren Charakter.
  - Denkmalfähigkeit: Die Denkmalfähigkeit des Vierseithofes  gründet sich auf seiner geschichtlichen und ortsbildgestaltenden (d. h. städtebaulichen) Bedeutung sowie seiner Bedeutung für die Kulturlandschaft.

Eine für die Gegend untypische Stellung innerhalb des Hofgefüges besitzt das Wohnstallhaus, da es traufständig zur eigentlichen Hauptstraße steht (die Südstraße ist hier nicht als Hauptstraße anzusehen, sondern als Erschließungsstraße zu betrachten). Das zweigeschossige Gebäude besitzt zwei massive Giebel und ein aus Bruchsteinmauerwerk ausgeführtes Erdgeschoss. Die Rahmungen der Fenster und Türen des Erdgeschosses sind aus Rochlitzer Porphyrtuff gearbeitet. Mit Lehmstaken sind die Gefache der Fachwerkkonstruktion des Obergeschosses geschlossen. Hinzuweisen ist auf das Kehlbalkendach mit liegendem Stuhl. Original erhalten haben sich u. a. die zweiflügelige Haustür, einige Fenster, Fensterläden mit Feststellern und Scharnierblattungen, im Inneren sind bemerkenswert der Kammergang mit weitgehend erhaltenen Türen. Im Stall ist der Mittelflur mit Fußbodenfliesen ausgelegt.

Gegenüber dem Wohnstallhaus schließt eine Durchfahrtscheune den Bauernhof zum Feldrain hin ab. Zwei große Tore ermöglichen das Einbringen der Ernte direkt vom Feld her, ohne dass der Hof befahren werden muss. Auf der Hofseite ist ein Tor zu finden, was die Durchfahrt durch die Scheune ermöglicht. Die beinahe völlig aus Bruchsteinmauerwerk errichtete Scheune besitzt nur hofseitig eine Fachwerkkonstruktion im Obergeschoss, ein Satteldach schließt das Gebäude nach oben hin ab. Erwähnenswert sind zwei Bansen, die Tenne mit Holzbohlenweg, die Lehmausfachung der Zwischenwandkonstruktion und die Holztore mit alten Beschlägen.

Bei den zwei Seitengebäuden handelt es sich um zweigeschossige Stallscheunen. Die rechte besitzt über dem massiven Erdgeschoss eine verbretterte Fachwerkkonstruktion mit Speicherluke zum Hof, ein Giebel ist verschiefert. Mit Lehm ausgefacht sind die Wände im Inneren. Gezapfte Holzverbindungen fanden im Kehlbalkendach (ohne Stuhl, mit Firstsäule) Verwendung, das mit großen Schindeln gedeckt ist. Erwähnenswert sind die original erhaltenen Fenster und ein schönes Schiebetor mit Pforte.

Linker Hand steht die zweite Stallscheune, ebenfalls mit massivem Erdgeschoss und Fachwerkobergeschoss. Dieses ist rückseitig verschiefert, die Fenster sind original. Der hintere Teil des Gebäudes erfuhr eine teilweise Nutzung als Pferdestall. Bei der Zwischenwand handelt es sich ebenfalls um eine mit Lehm geschlossene Fachwerkkonstruktion. Der Dachstuhl ist wegen des Einbaues eines Heuaufzuges verändert, die Dachfläche selbst mit großen Schindeln belegt.

Von orts- und heimatgeschichtlichem Interesse ist der Umstand, dass die Hofanlage mit Sicherheit erst nach der Mitte des 19. Jahrhunderts in ihrer noch heute vorzufindenden Form erbaut worden ist (ein Wirtschaftsgebäude ist mit der Jahreszahl 1869 bezeichnet), dabei jedoch das althergebrachte Formenrepertoire und die landschaftstypische Bauweise aufgreift. Ausnahme ist die veränderte Stellung des Wohnstallhauses im Gefüge des Hofes (Traufständigkeit zur Hauptstraße) – damit wird das Anwesen aus der Reihe zahlreicher anderer erhaltener und unter Denkmalschutz stehender Bauernhöfe herausgehoben.

Beinahe einzigartig ist der selten in der Gegend so erhaltene Hofraum, in der Mitte des Hofes steht ein alter Baum. Von ortsbildprägendem (d. h. städtebaulichem) Wert ist das in Rede stehende Anwesen dahingehend, als es durch seine Geschlossenheit und die erhöhte Lage zur Charakterisierung des Ortes nicht unwesentlich beiträgt.
  - Denkmalwürdigkeit: Das öffentliche Erhaltungsinteresse für den Vierseithof  nach § 2 Abs. 1 ist gegeben, weil die Anlage durch ihre Komplexität und Geschlossenheit, den guten Originalbestand und die Wirkung im Ortsbild ein beredtes Zeugnis für die bäuerliche Bau- und Lebensweise der zweiten Hälfte des 19. Jahrhunderts im Kreis Mittweida ablegt und somit Dokumentationswert besitzt. In dieser Zeit errichtete Gebäude in einem weitgehend unverfälschten Erhaltungszustand einerseits, die großen, als geschlossene Ensembles auf uns gekommenen Vierseithöfe andererseits werden immer seltener, somit steht ihre Bewahrung dringend zu Gebot. Von Seltenheitswert ist die Reihung der Vierseithöfe entlang der ungewöhnlich gerade verlaufenden Südstraße, wie ein Blick auf einen Planauszug augenfällig macht. Die Lage der Gehöfte an der genannten Straße (Südstraße) und die Flurgrenzen der Bewirtschaftungsflächen sind ein erstklassiges und ein aus dem Rahmen des Gewöhnlichen fallendes Beispiel für den Begriff Waldhufendorf und somit von wissenschaftlich-dokumentarischem Interesse.
2. ↑  Vierseithof Schmalbacher Straße 5 in Schmalbach:

Die Denkmalfähigkeit der Hofanlage gründet sich auf ihrer geschichtlichen Bedeutung sowie auf der ortsbildprägenden Wirkung, hat sich das Anwesen in seiner Struktur bis heute den ihm eigenen Charakter bewahren können. Insonderheit durch die beherrschende Lage im Ortsbild kommt dem (beinahe) geschlossen erhaltenen Gehöft eine besondere dorfbildgestaltende Funktion zu.

Schmalbach entstand im Zuge der deutschen Ostkolonisation im 12. Jahrhundert als Waldhufendorf. Unweit des Dorfes befindet sich an einem ehemaligen Verkehrsknotenpunkt, an dem nicht weniger als sieben Straßen zusammenliefen, der auf Veranlassung des Kurfürsten Friedrich des Großen gebaute und von ihm mit Schankprivilegien ausgestattete Gasthof „Goldener Hirsch“. Im Ort selbst fällt neben dem sehr repräsentativen Erbgericht, einer mit der Jahreszahl 1894 bezeichneten Hofanlage, vor allem das in Rede stehende Anwesen wegen seiner Größe und seiner exponierten Lage auf.

Der Vierseithof besteht aus einem Wohnstallhaus aus dem 18. Jahrhundert, einem um 1800 errichteten Seitengebäude und einer ruinösen Scheune aus dem 19. Jahrhundert. Jüngstes Gebäude ist die um 1900 erbaute Stallscheune mit Kumthalle. Zwischen Wohnstallhaus und Stallscheune findet sich eines der äußerst selten erhaltenen Milchhäuser. Für den Gesamtzusammenhang ist ferner die Hofpflasterung von denkmalpflegerischem Interesse.

Als ältestes Gebäude des Vierseithofes darf das Wohnstallhaus gelten, es wurde vermutlich um 1750 errichtet (aufgrund der Bedeutung des Hofes wäre eine dendrochronologische Untersuchung des Gebäudes sehr zu wünschen). Über einem massiven Erdgeschoß erhebt sich ein original erhaltenes Fachwerk-Obergeschoß mit Lehmausfachung. Im Erdgeschoß fallen Fenstergewände aus Rochlitzer Porphyrtuff auf, deren Profilierung durch zwei Hohlkehlen ein Indiz für die Datierung des Gebäudes in die Mitte des 18. Jahrhunderts darstellen. Auffallend an dem breit gelagerten längsrechteckigen Baukörper ist das sehr steile Satteldach mit stehendem Stuhl. Im Inneren haben sich – trotz einiger Zerstörungen – Aufteilung und Erschließung erhalten, in der Stube müssen die Fenster mit gedrückten Korbbögen und die Holzbalkendecke, die als Einschubdecke gearbeitet ist, erwähnt werden. Dass die Stube im massiven Erdgeschoß mit einer Holzbalkendecke abgeschlossen wird sowie die Größe des Hofes insgesamt verweisen auf den Tatbestand einer florierenden bäuerlichen Wirtschaft und eines wohlhabenden Besitzers.

Im Stall, der um 1900 einige Veränderungen erfuhr, finden sich neben einem Kreuzgratgewölbe preußische Kappen, erhalten sind Futtertröge mit einer seltenen Selbsttränke. Die unten massiv ansetzende Treppe wird im oberen Bereich als Holzstiege weitergeführt.

Das Seitengebäude, eine Stallscheune, wird durch eine zweijochige Kumthalle akzentuiert. Zwei Ziegelbögen ruhen auf einem Pfeiler aus Hilbersdorfer Porphyrtuff. Der dahinterliegende Pferdestall besitzt preußische Kappengewölbe. Aus massivem Mauerwerk (Ziegel und Bruchstein) besteht das Erdgeschoß, Fenster- und Türgewände sind aus Hilbersdorfer Porphyrtuff gearbeitet. Eine Fachwerkkonstruktion mit Lehmausfachung wurde für das Obergeschoß gewählt. Auch die Zwischenwände sind Lehm-Fachwerkkonstruktionen, in den Kammern sind Lehmdecken zu finden. Bei der Konstruktion des Satteldaches handelt es sich um ein Kehlbalkendach mit doppelt stehendem Stuhl, die Giebelspitzen sind verbrettert. Der aus Bruchsteinen gemauerte Keller besitzt eine Tonne auf Gurtbögen.
 
Die Scheune ist, von einem kaum einundeinhalb Meter hohen massiven Unterbau abgesehen, eine vollständig mit Lehmstaken geschlossene Fachwerkkonstruktion, das Dach war lange Zeit mit Wellblech gesichert. Bedauerlicherweise ist das Gebäude dem Verfall preisgegeben und als ruinös zu bezeichnen.

Sollten auch die noch vorhandenen Mauerreste beseitigt werden müssen, ist ein späterer Ergänzungsbau in der Kubatur des abgegangenen Gebäudes zu fordern.

Aus etwa der Mitte des 18. Jahrhunderts stammt das Stallgebäude. Es wurde gegen Ende des vorigen Jahrhunderts umgebaut. Bei diesen Maßnahmen könnte der möglicherweise vorhandene Laubengang beseitigt worden sein. Über dem aus Bruchsteinen bestehenden Erdgeschoss findet sich ein Fachwerkgeschoß, für das wertvolles, weil teures Eichenholz Verwendung fand. Lehmausgefacht sind ebenso die Zwischenwände im inneren. Hinzuweisen ist auf den einfach stehenden Dachstuhl mit aufgeblatteten Kopfbändern an der Stuhlsäule. Beide Giebelseiten weisen eine Verbretterung auf.

Denkmalwürdigkeit: Das öffentliche Erhaltungsinteresse für den Vierseithof, den sogenannten Radlerhof, ist gegeben, weil die Anlage in ihrer Größe und repräsentativen Ausformung, ihrem Originalzustand, ihrem Alter und in der baulichen Qualität der einzelnen Gebäude wie des Ensembles im Ort eine Besonderheit darstellt. Der Hof ist ein sehr anschauliches Zeugnis für den Anspruch wohlhabender Landwirte der Gegend und besticht zweifelsfrei durch die beherrschende Lage im Ortsbild. Gerade solche sinnfälligen und eindrücklichen Zeugnisse der bäuerlichen Bau- und Lebensweise gilt es in der sächsischen Kulturlandschaft zu bewahren.